# Splavnění střední Vltavy

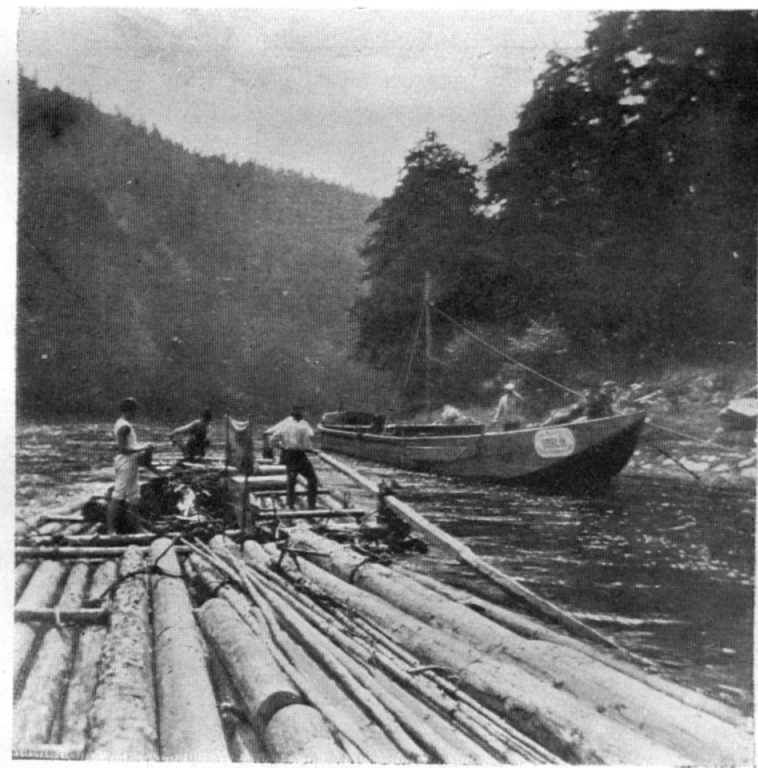
Středovltavská loď nedaleko hradu Orlík, kolem roku 1903

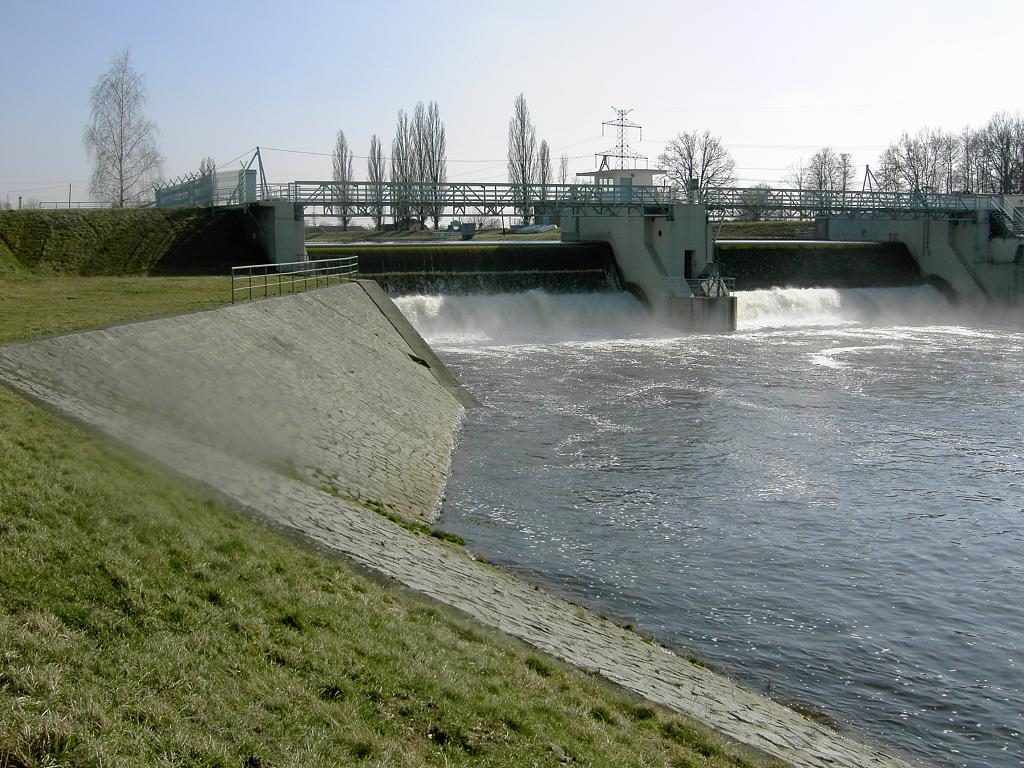
Jez České Vrbné před rekonstrukcí. Vlevo prostor pro plavební komoru

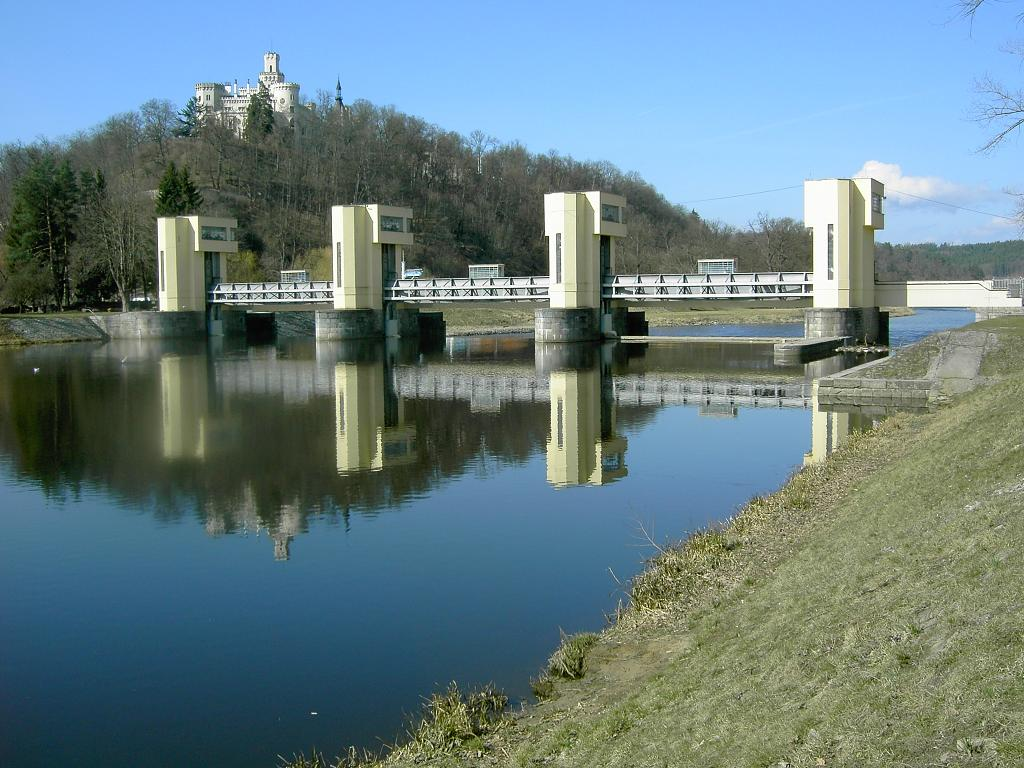
Jez Hluboká nad Vltavou. Vpravo vorová propust, místo budoucí plavební komory

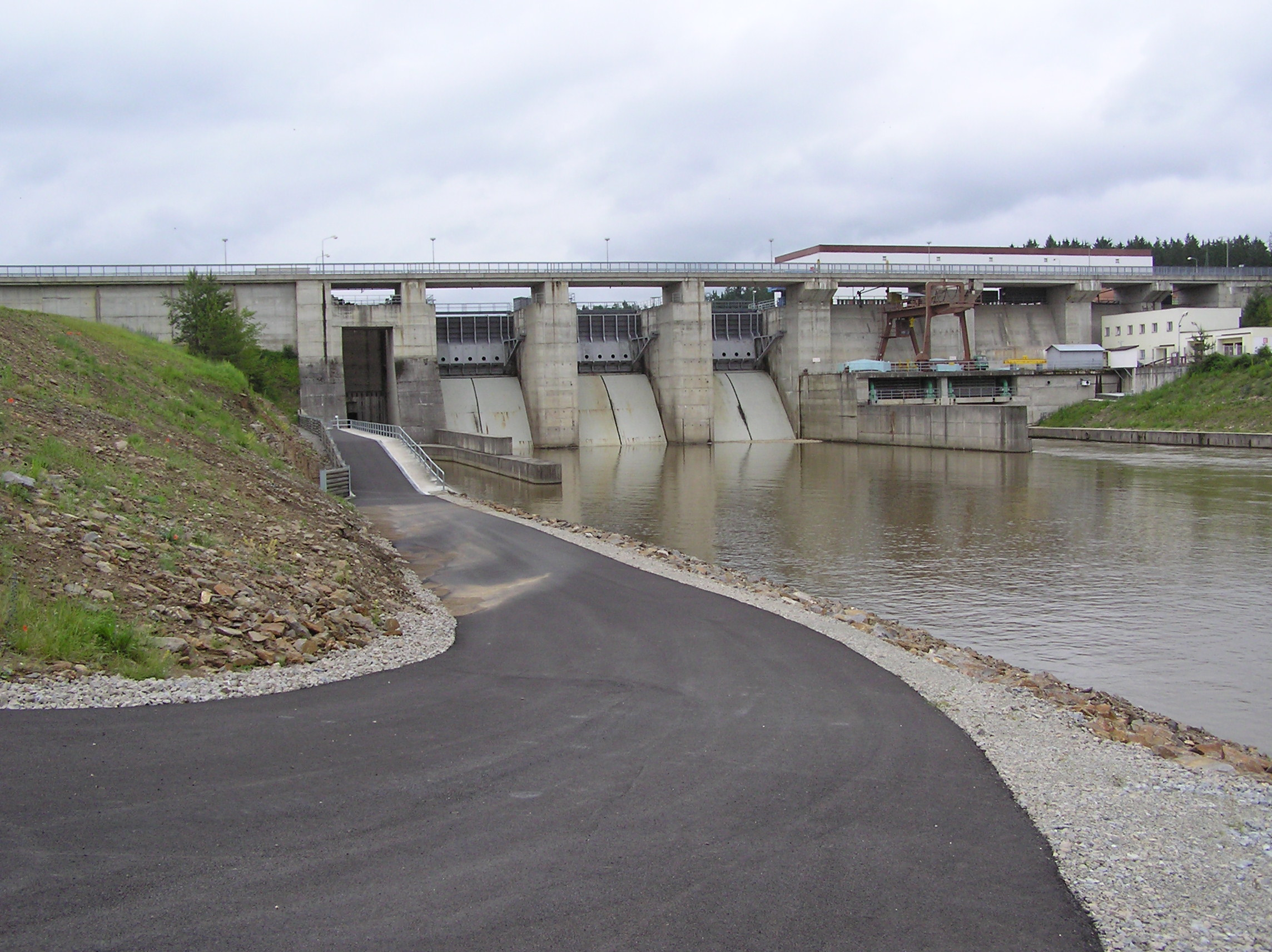
VD Hněvkovice. Vlevo od přepadů vjezd do nedokončené plavební komory

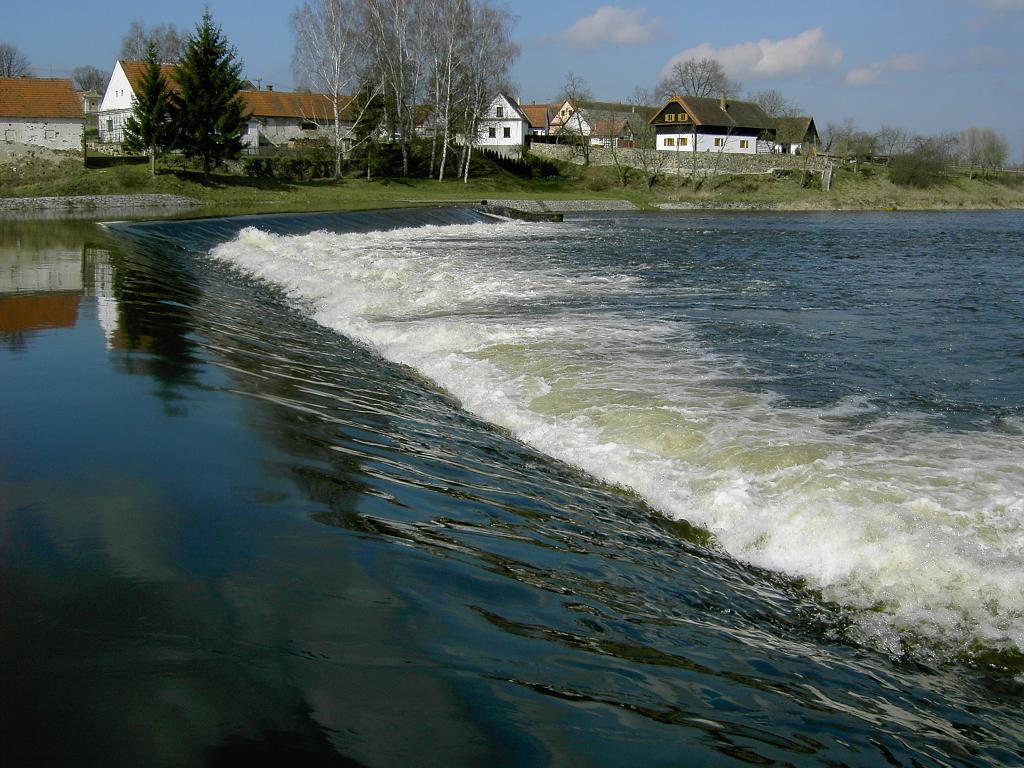
Historická podoba jezu Hněvkovice. U druhého břehu vorová propust - poslední zachovalá na střední Vltavě.

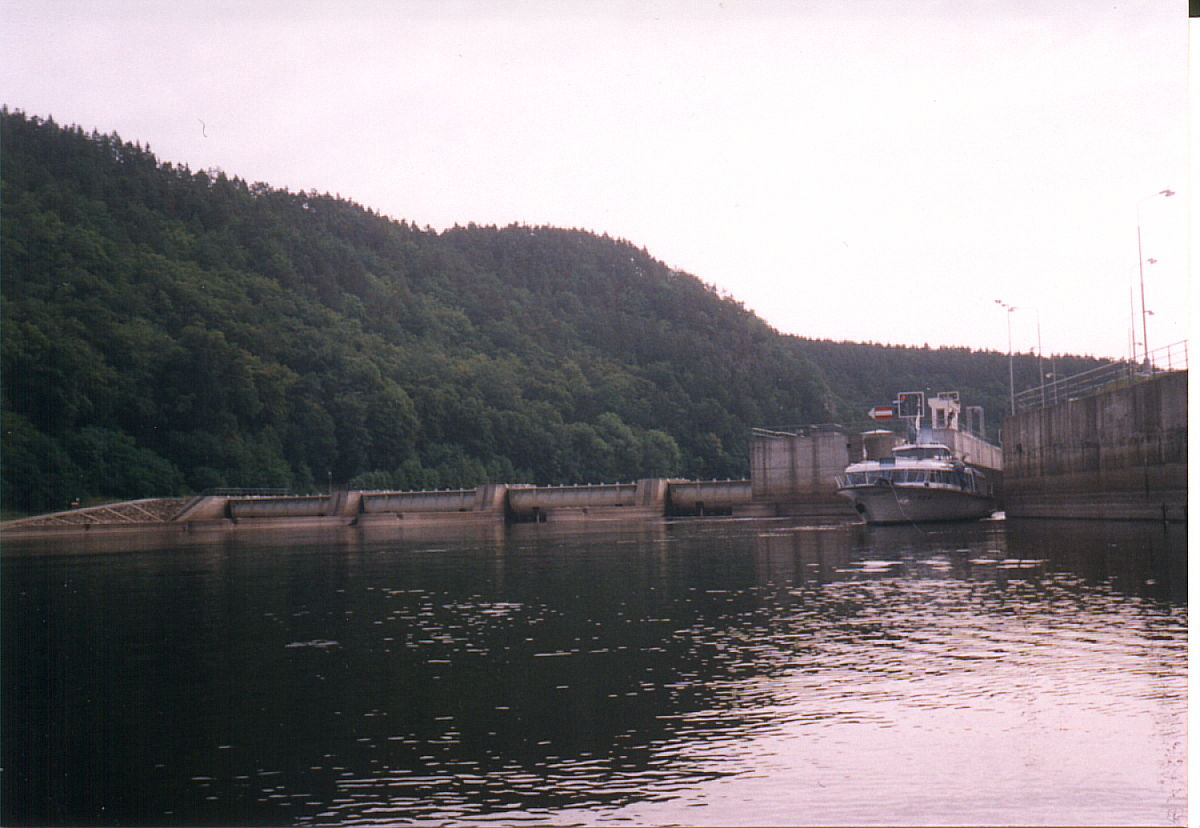
Jez Kořensko s funkční plavební komorou o rozměrech 45x6 metrů.

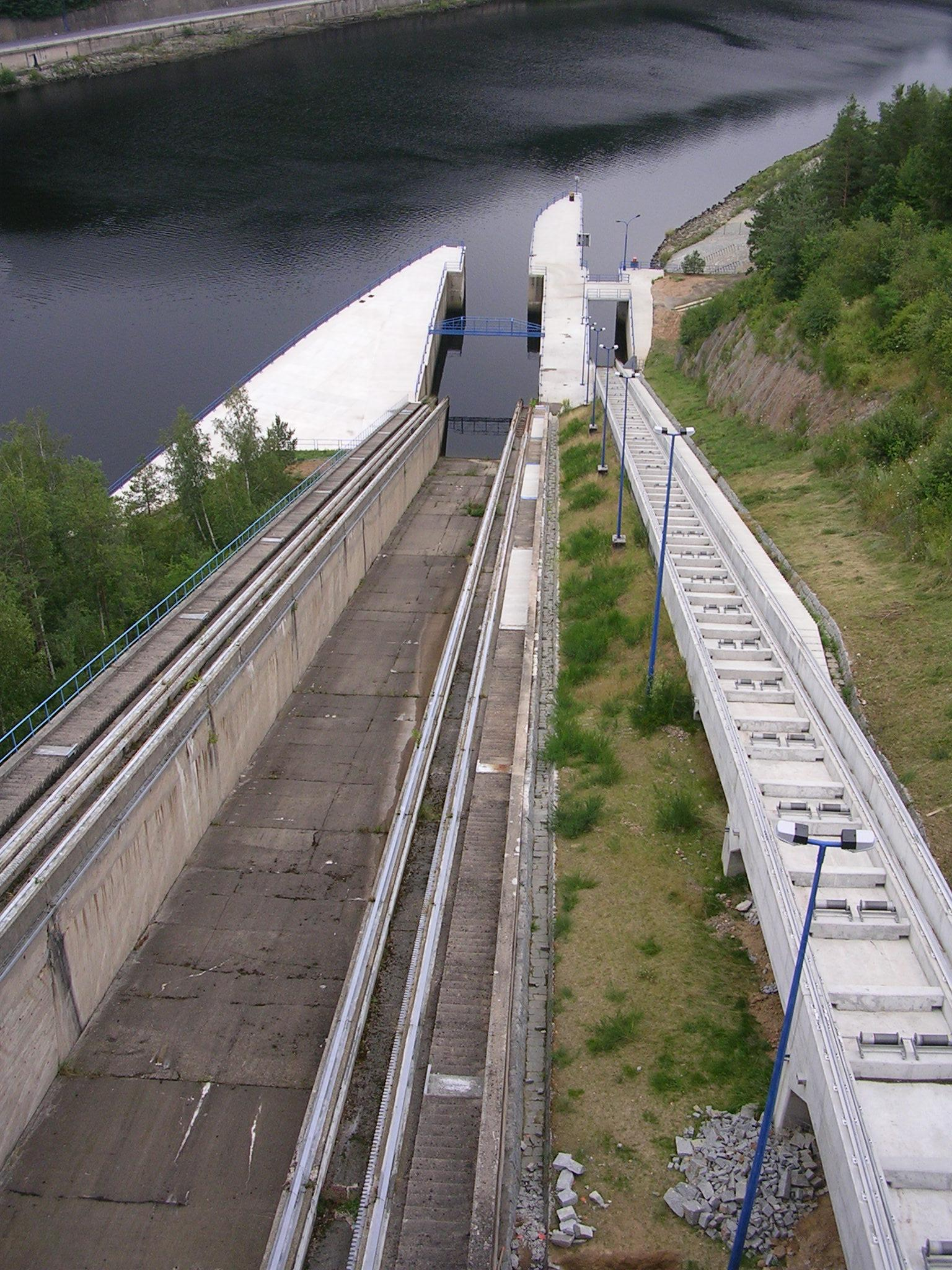
Vlevo - nedokončené kolejové zdvihadlo na Orlické přehradě, vpravo - funkční lodní vlek pro malá plavidla o nosnosti 3,5 t

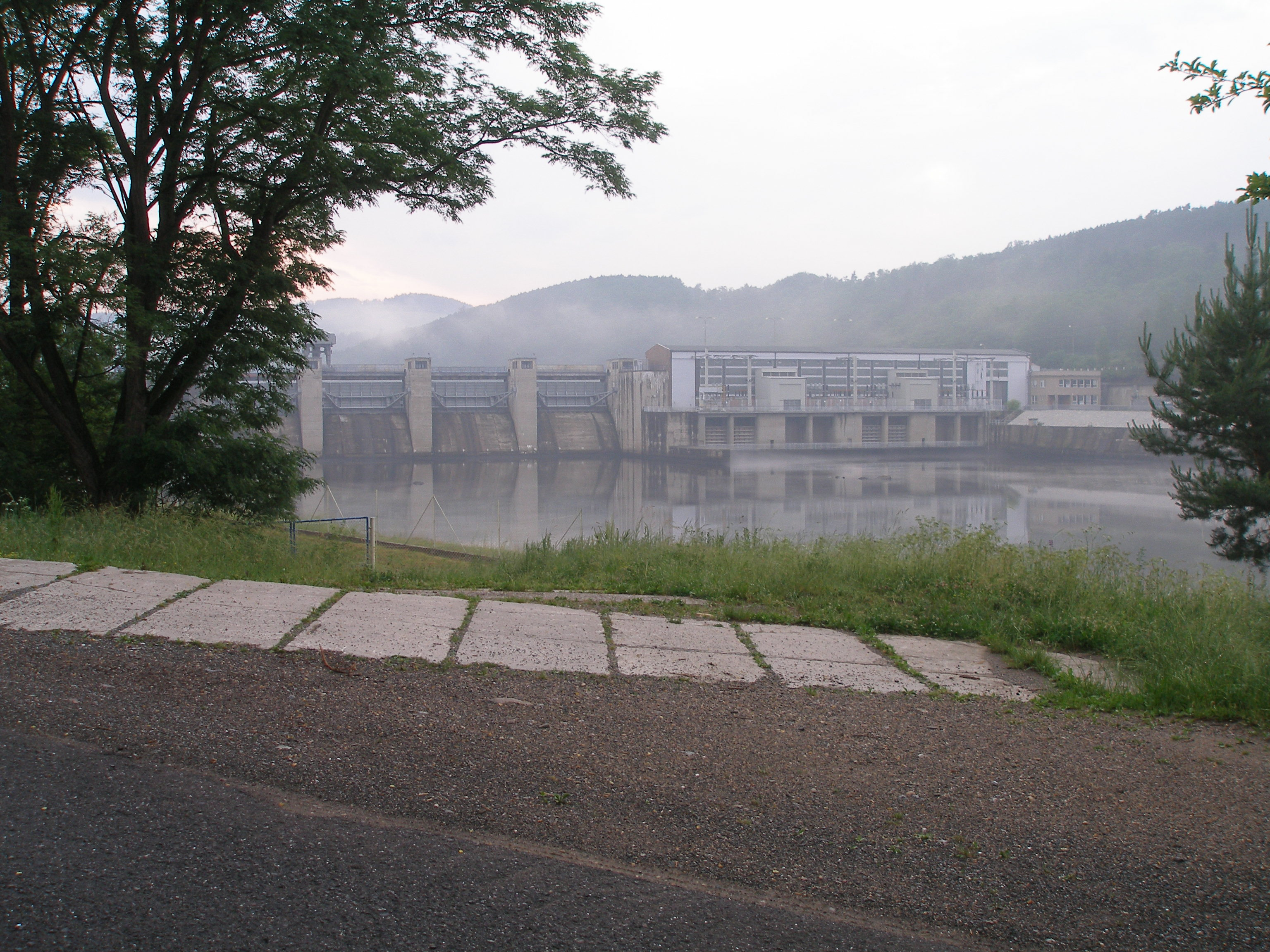
VD Kamýk nad Vltavou. Funkční plavební komora rozměrů 33x6 metrů se nachází za stromem vlevo

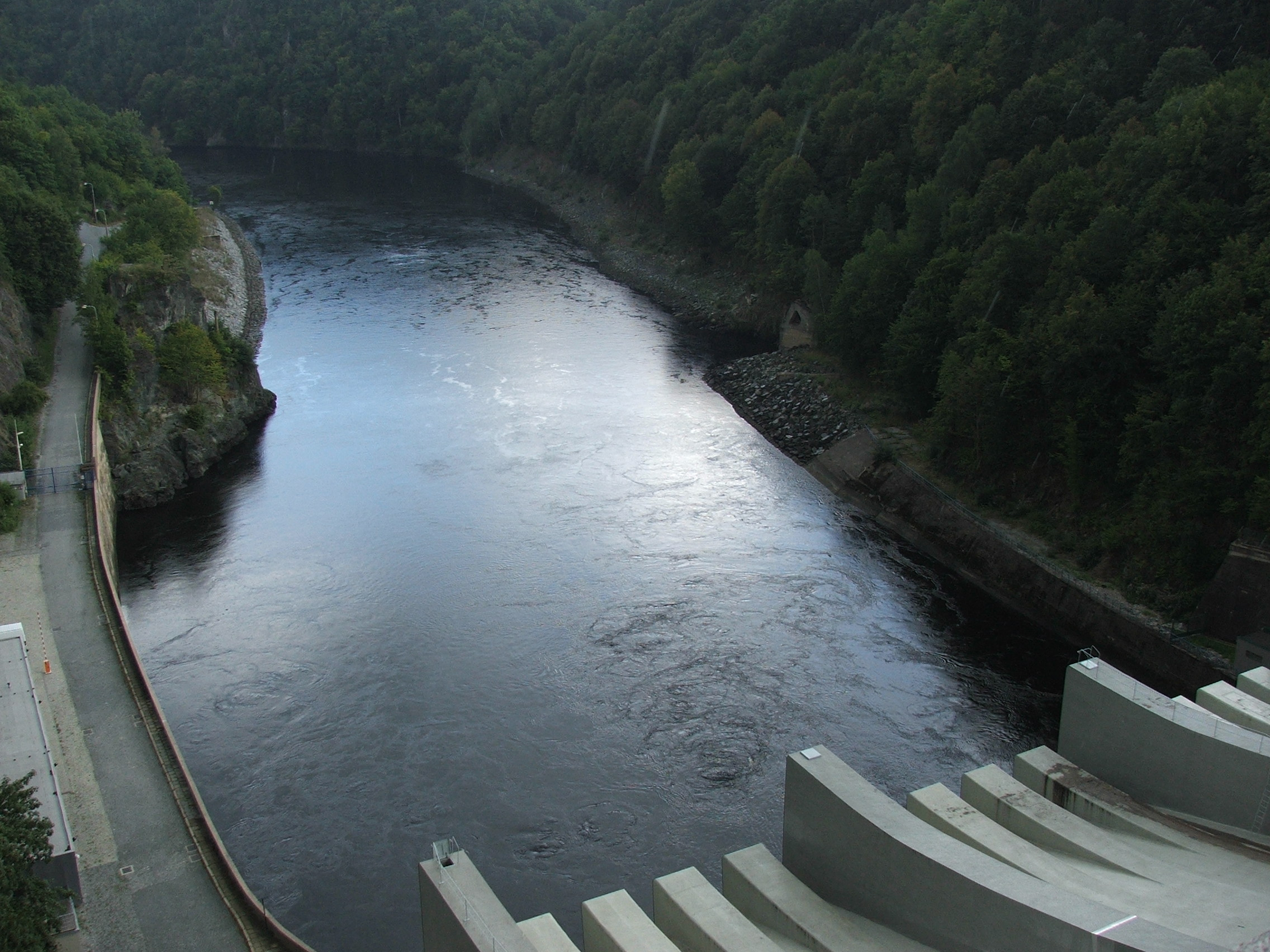
VD Slapy. V pravé části prostor budoucího lodního zdvihadla

Splavňovací práce na střední Vltavě probíhaly v několika vlnách od roku 1547, kdy se v úseku pod Českými Budějovicemi začalo s plavbou lodí střední velikosti, a spočívaly především v odstraňování překážejících balvanů, těžbě nánosů v plavební dráze a později též v regulačních pracích. Celý tok Vltavy byl již od pradávna upravován a využíván pro voroplavbu. Střední Vltavou býval nazýván tok Vltavy od Českých Budějovic po Prahu. V dnešní době je ale jako hranice mezi dolní a střední Vltavou chápána spíše hráz přehrady Slapy na řkm 91,5 nedaleko Třebenic, kde dnes končí průběžná plavba ve směru od Mělníka.
Největšího rozkvětu dosáhla lodní plavba v polovině 19. století, ale s otevřením železničního spojení z Českých Budějovic do Prahy postupně ustávala, až kolem roku 1870 v horní části střední Vltavy ustala téměř úplně. Nadále ale byla plavba hojně využívána v dolní části střední Vltavy, od zámku Orlík po proudu, především k dopravě místního lomového kamene do Prahy. Kapitola průběžné středovltavské plavby se uzavřela téměř přesně po 400 letech v roce 1949 spolu se začátkem výstavby přehrady Slapy.
Vltavská kaskáda byla sice projektována se zachováním malé plavby, tedy lodí o rozměrech 33 x 6 metrů, ale kvůli úsporným opatřením a poválečnému přehodnocením priorit ve prospěch výroby elektřiny byla výstavba již rozpracovaných plavebních zařízení na přehradách vltavské kaskády zastavena a průběžná plavba na střední Vltavě již nebyla obnovena.
Během druhé poloviny 20. století došlo, v souvislosti s jinými záměry, k vybudování všech plavebních stupňů a stavební části dvou plavebních komor, potřebných k průběžnému splavnění Střední Vltavy od přehrady Slapy do Českých Budějovic, tentokrát již pro třídu I. tedy lodě o rozměrech 45 x 6 metrů. Spolu s narůstajícím významem rekreační plavby v posledních letech pak bylo rozhodnuto Středovltavskou vodní cestu pro rekreační plavbu dobudovat a aktivovat. Splavňovací práce byly zahájeny v říjnu 2008 rekonstrukcí zdymadla České Vrbné nedaleko Českých Budějovic. Celý úsek  splavnění z Českých Budějovic do Týna nad Vltavou byl otevřen plavbě v květnu 2017. Podle marketingové studie zpracované před schválením projektu splavnění se očekávaly roční výnosy ze zvýšení turistického ruchu jen pro České Budějovice kolem 70 mil. Kč.

## Historie středovltavské plavby
Pro plavbu vorů byl celý tok Vltavy využíván již od pradávna. 
- 1316 - První historicky doložená zmínka o voroplavbě na Vltavě. Král Jan Lucemburský udělil Starému Městu pražskému privilegium předkupního práva na dřevo, dopravené po Vltavě.
- 1366 - První historicky doložené splavňovací práce. Karel IV stanovil minimální šířku propustí vltavských jezů na 20 loktů (necelých 12 metrů).
- 1547 - Na popud krále Ferdinanda I. začaly práce na splavnění střední Vltavy od Českých Budějovic pro lodě, po vzoru existující plavby na řece Travné v Rakousku, a to za účelem dopravy soli ze solných dolů na území dnešního Rakouska do Čech. Došlo k odstranění nejnebezpečnějších balvanů z řečiště, výstavbě nových propustí na středovltavských jezech a zřízení potahové stezky po celé délce řečiště určené pro tažení prázdných lodí zpět proti proudu koňským potahem.
- 1643 - Zanedbané plavební stavby byly obnoveny pod vedením opata Strahovského kláštera Kryšpína Fuka. Na skalisku Sedlo ve Svatojánských proudech byl vztyčen Ferdinandův sloup. (Dnes je umístěn na levém břehu pod přehradou Slapy.)
- 1724 - Další regulační úpravy Vltavy mezi Kamýkem nad Vltavou a Prahou probíhaly pod vedením Jana Ferdinanda Schora. Při nich byla na jezu v Županovicích vybudována roku 1729 první plavební komora ve střední Evropě. (Její stavební část se zachovala dodnes a je zaplavena jezerem přehrady Slapy.)
- 1776 - Splavňovací práce vedl Jan Bequin de Demenge. Během nich byly všechny jezy pod jezem v Podskalí nedaleko zámku Orlík protrhány a zřízena plavba volnou řekou. Nad Podskalím zůstaly původní uzavíratelné propusti.
- cca 1870 - Kvůli otevření železnice téměř ustala lodní doprava zboží. Nadále lodě dopravovaly především dřevo a kámen středovltavských lomů.
- 1949 - Začala výstavba přehrady Slapy a její staveniště přetnulo plavební dráhu. Skončila 400letá historie průběžné plavby.
- 2008 - Ředitelstvím vodních cest ČR byl zahájen projekt splavnění Vltavy v úseku Týn nad Vltavou – České Budějovice.
- 2017 - Vltavská vodní cesta do Českých Budějovic byla znovuotevřena plavbě.

## Stav vodní cesty v roce 2008
Stav středovltavské vodní cesty před začátkem prací na průběžném splavnění byl následující:
Ze 148,1 km vodní cesty od Třebenic (Přehrady Slapy) po Jiráskův jez v Českých Budějovicích je splavných celkem 131,5 km ve 3 oddělených úsecích, přičemž zbylých 16,6 km (dva úseky o délce 11,2 a 5,4 km) je trvale nesplavných.
Střední Vltava byla rozdělena na 3 oddělené splavné úseky:
- Přehrada Slapy - Přehrada Orlík : řkm 91,5 - řkm 144,6. Celkem 53,1 km.
- Přehrada Orlík - Týn nad Vltavou : řkm 144,6 - 205,0. Celkem 60,4 km.
- Přehrada Hněvkovice - Hluboká nad Vltavou : řkm 210,4 - 228,4. Celkem 18 km.

Stav plavebních zařízení na plavebních stupních byl následující:
Na střední Vltavě je dnes celkem 8 plavebních stupňů, přičemž všechny byly vybudovány během 20. století.
- řkm 91,5 Přehrada Slapy - dokončen průchod přehradním tělesem v podobě horní poloviny plavební komory šířky 6 metrů na plánovaném průplavu k plánovanému lodnímu výtahu
- řkm 134,7 Přehrada Kamýk - plavební komora rozměrů 34 x 6,5 metrů dokončena v průběhu stavby
- řkm 144,6 Přehrada Orlík - dokončeno šikmé lodní zdvihadlo pro malá plavidla do 3,5 tuny s přepravou na sucho. Šikmé lodní zdvihadlo pro lodě do 300 tun stavebně dokončeno, technologicky nevybaveno.
- řkm 200,4 Přehrada Kořensko - plavební komora rozměrů 45 x 6 metrů dokončena dodatečně roku 2000. Nesplavný úsek: řkm 205,0 (Silniční most v Týně nad Vltavou) - 208,9 (Jez Hněvkovice)
- řkm 208,9 Jez Hněvkovice - plavební zařízení nevybudováno (pouze původní vorová propust). Nesplavný úsek: řkm 208,9 (Jez Hněvkovice) - řkm 210,4 (Přehrada Hněvkovice)
- řkm 210,4 Přehrada Hněvkovice - plavební komora rozměrů 45 x 6 metrů stavebně dokončena, technologicky nevybavena, pouze instalována technologie obtoků jako pomocná spodní výpust.
- řkm 228,8 Jez Hluboká nad Vltavou - plavení zařízení nevybudováno, pouze vorová propust. Zdrž nesplavná.
- řkm 233,1 Jez České Vrbné - plavební zařízení nevybudováno, zdrž nesplavná.

Navzdory tomu, že není splavnost celého úseku zaručena, zůstává dle zákona 114/1995 Sb. o vnitrozemské plavbě tok Vltavy od řkm 91,5 (VD Slapy nedaleko Třebenic) po řkm 239,6 (Jiráskův Jez v Českých Budějovicích) vodní cestou využívanou s omezením na plavidla do nosnosti 300 t.

## Stav vodní cesty v roce 2021
V letech 2009 až 2010 byla technologicky vybavena plavební komora, která je umístěna při pravém břehu vodního díla Hněvkovice. V roce 2017 byla dokončena plavební komora na levém břehu Vltavy u místní části Hněvkovice města Týn nad Vltavou, která  umožňuje lodím o rozměrech až 44 x 5,6 m překonat rozdíl hladin vytvořený zmodernizovaným jezem.  V Týně nad Vltavou je most, pod kterým neprojedou lodě vyšší, než 3 m. Plavební zařízení vodní nádrže Orlík pro lodě do výtlaku 300 tun není dokončeno a lodní zdvihadlo Orlík umožňuje překonat přehradní hráz jen lodím, které jsou široké do 3 metrů a které váží do 3,5 tuny.

## Projekt obnovení průběžné plavby
Záměr obnovení průběžné plavby na střední Vltavě v úseku České Budějovice – Přehrada Orlík, byl součástí harmonogramu výstavby dopravní infrastruktury v letech 2008 až 2013 schváleného vládou České republiky usnesením č. 1064 ze dne 19. září 2007. Na tento záměr navazovala aktivita Ředitelství Vodních cest, směřující k dostavbě lodních zdvihadel na přehradách Slapy a Orlík. Realizací těchto záměrů dochází k obnovení průběžné plavby z Českých Budějovic do Prahy a dále.
Projekt splavnění střední Vltavy z Českých Budějovic k přehradě Orlík byl rozdělen na 3 etapy:

### 1. etapa: České Budějovice – Hluboká nad Vltavou
Realizace začala na podzim 2008, stavebně byl úsek dokončen koncem roku 2010 a slavnostní zahájení plavby proběhlo 11. června 2011.
Sestávala z těchto staveb:
- Úprava řečiště Vltavy v úseku řkm 239,60 (Jiráskův Jez) – řkm 233,10 (jez České Vrbné)
- Ochranný přístav České Vrbné
- Rekonstrukce hradicí konstrukce Jezu České Vrbné
- Výstavba plavební komory České Vrbné o rozměrech 45 × 6 metrů a překonávající spád 7 metrů (u pravého břehu)
- Úprava řečiště v úseku 233,10 (Jez České Vrbné) – 228,8 (Jez Hluboká nad Vltavou)

Foto z výstavby

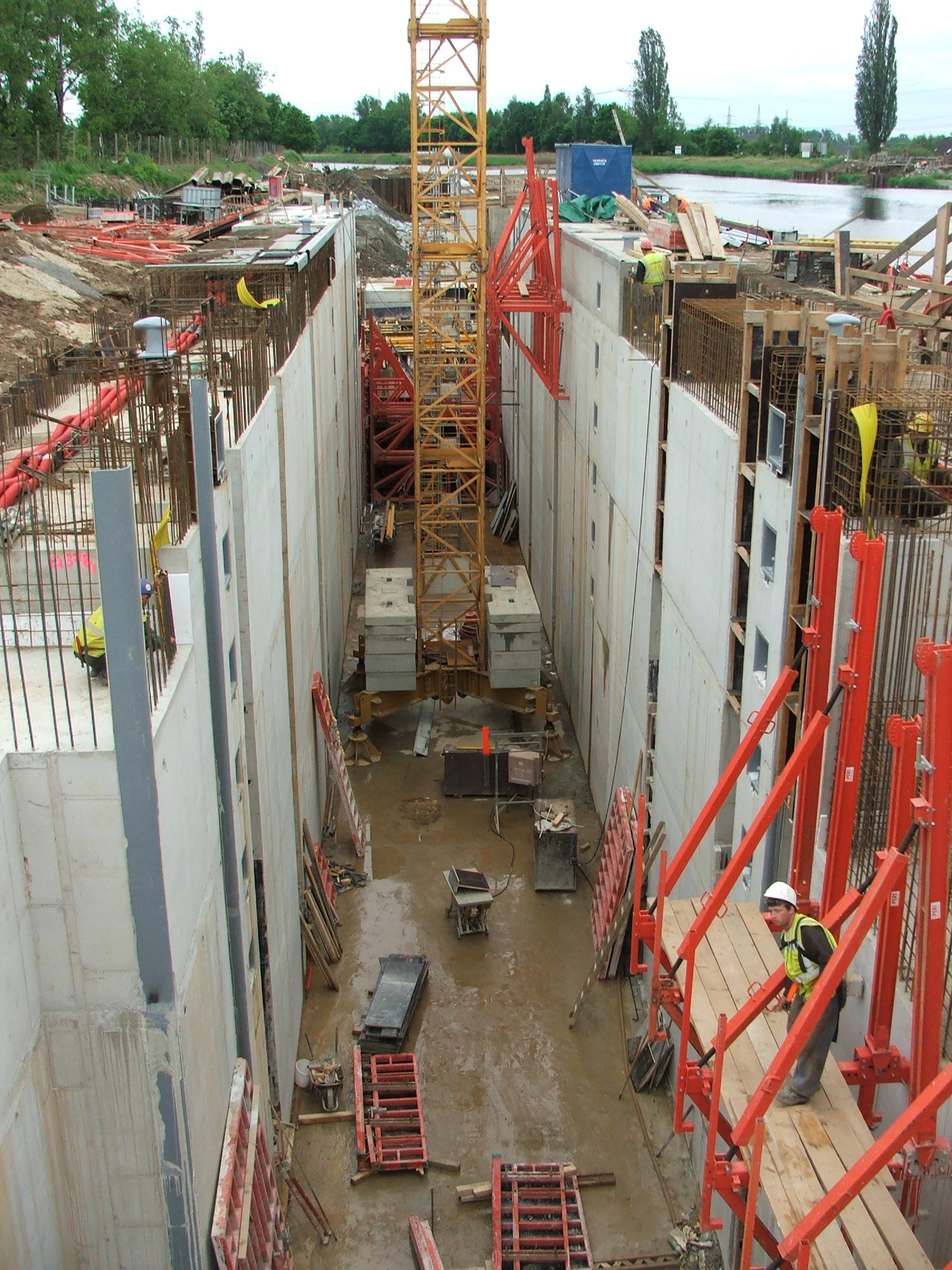
Výstavba plavební komory České Vrbné – pohled proti proudu
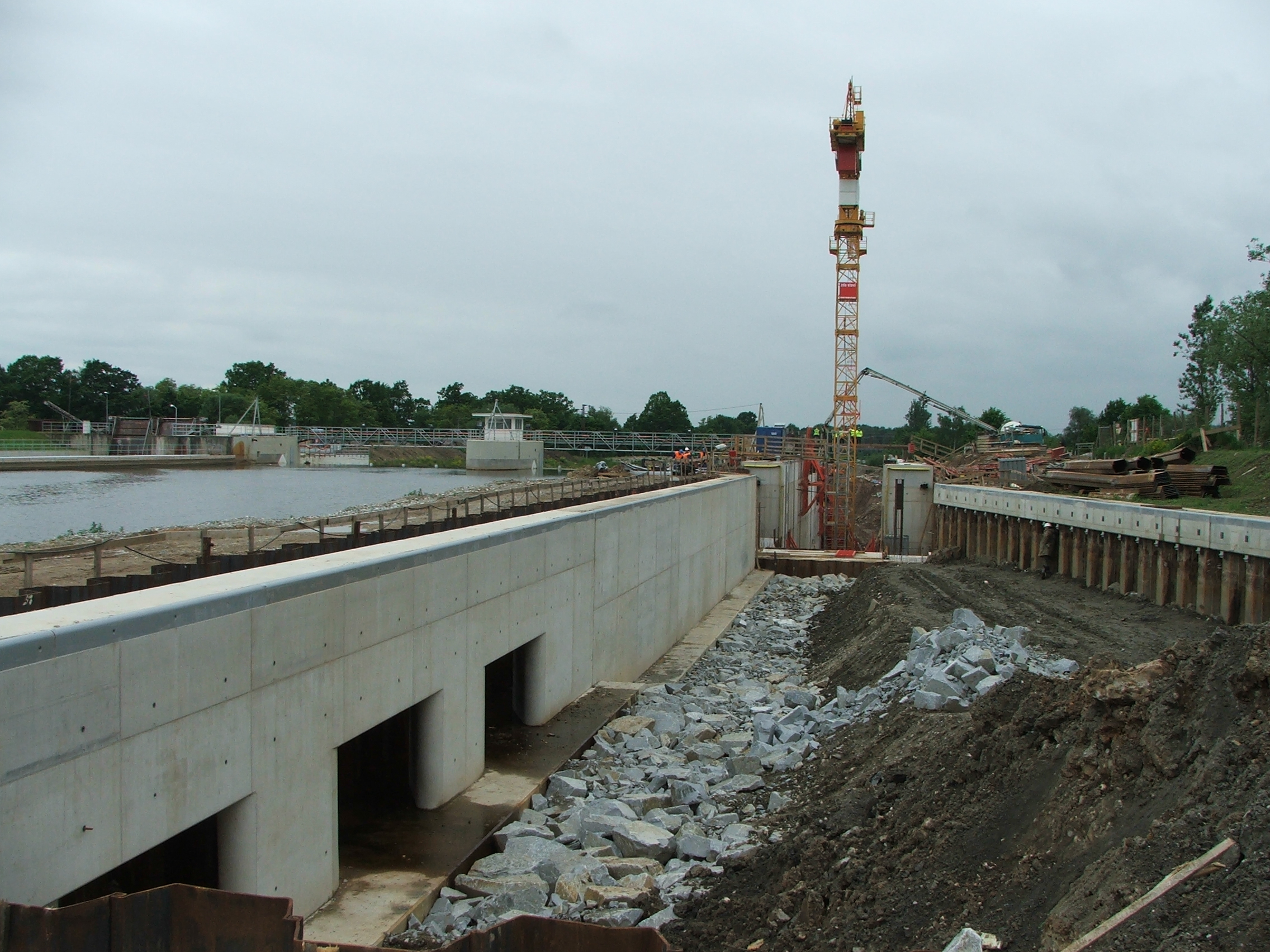
Výstavba plavební komory České Vrbné – pohled od horní rejdy
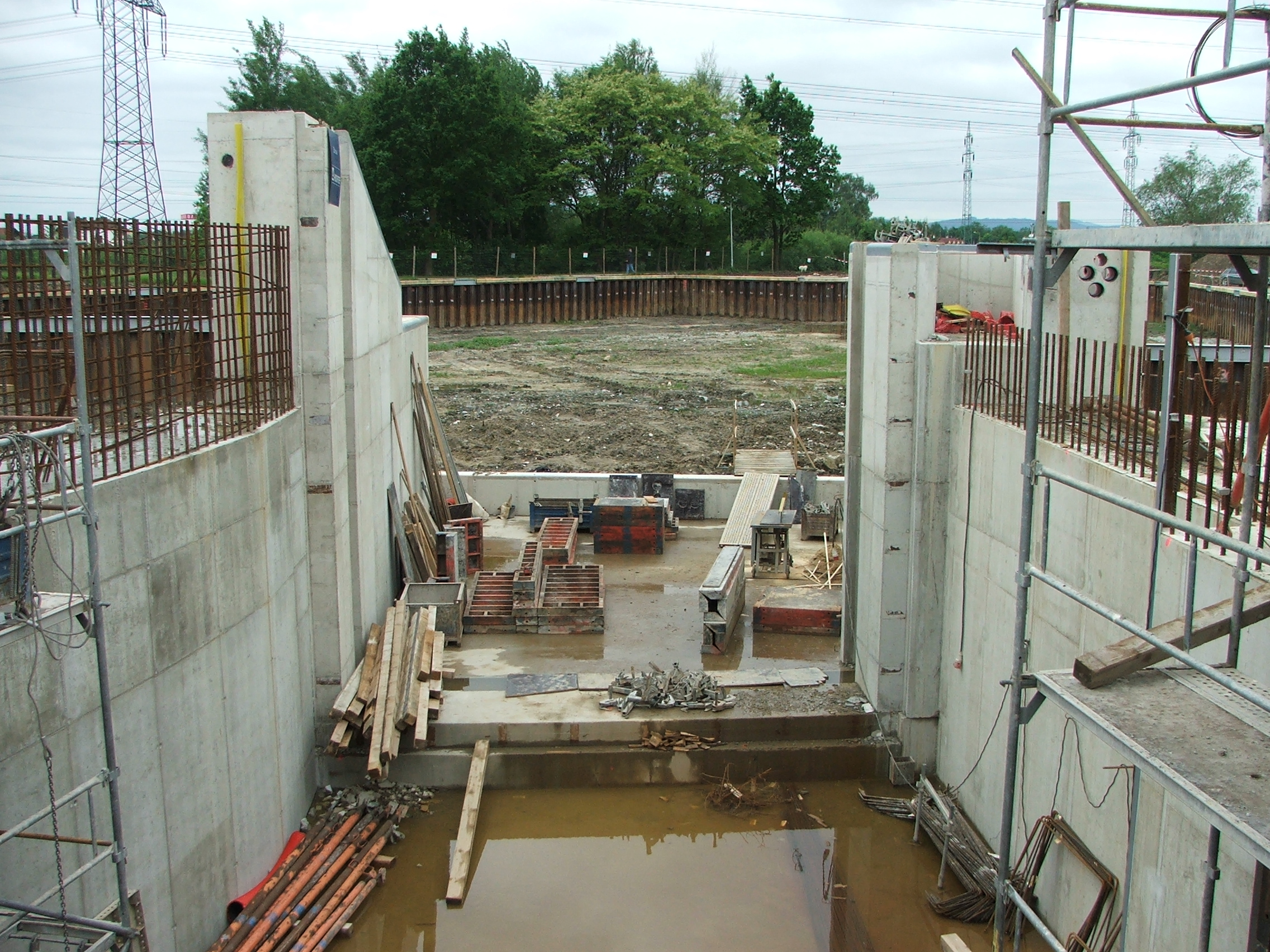
Výstavba ochranného přístavu České Vrbné – pohled na budoucí objekt povodňových vrat
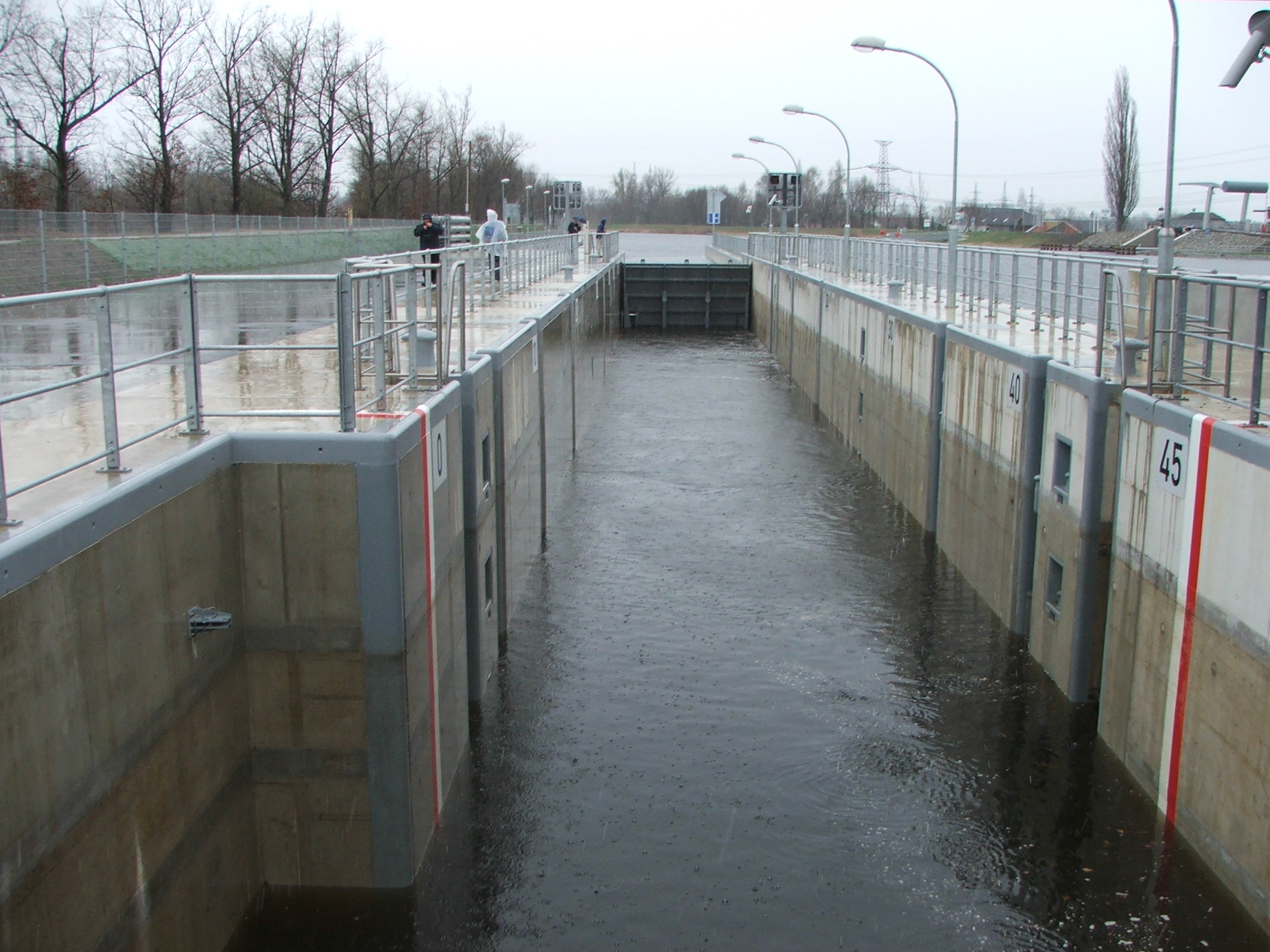
Dokončená plavební komora České Vrbné – pohled proti proudu

Dokončená vodní cesta

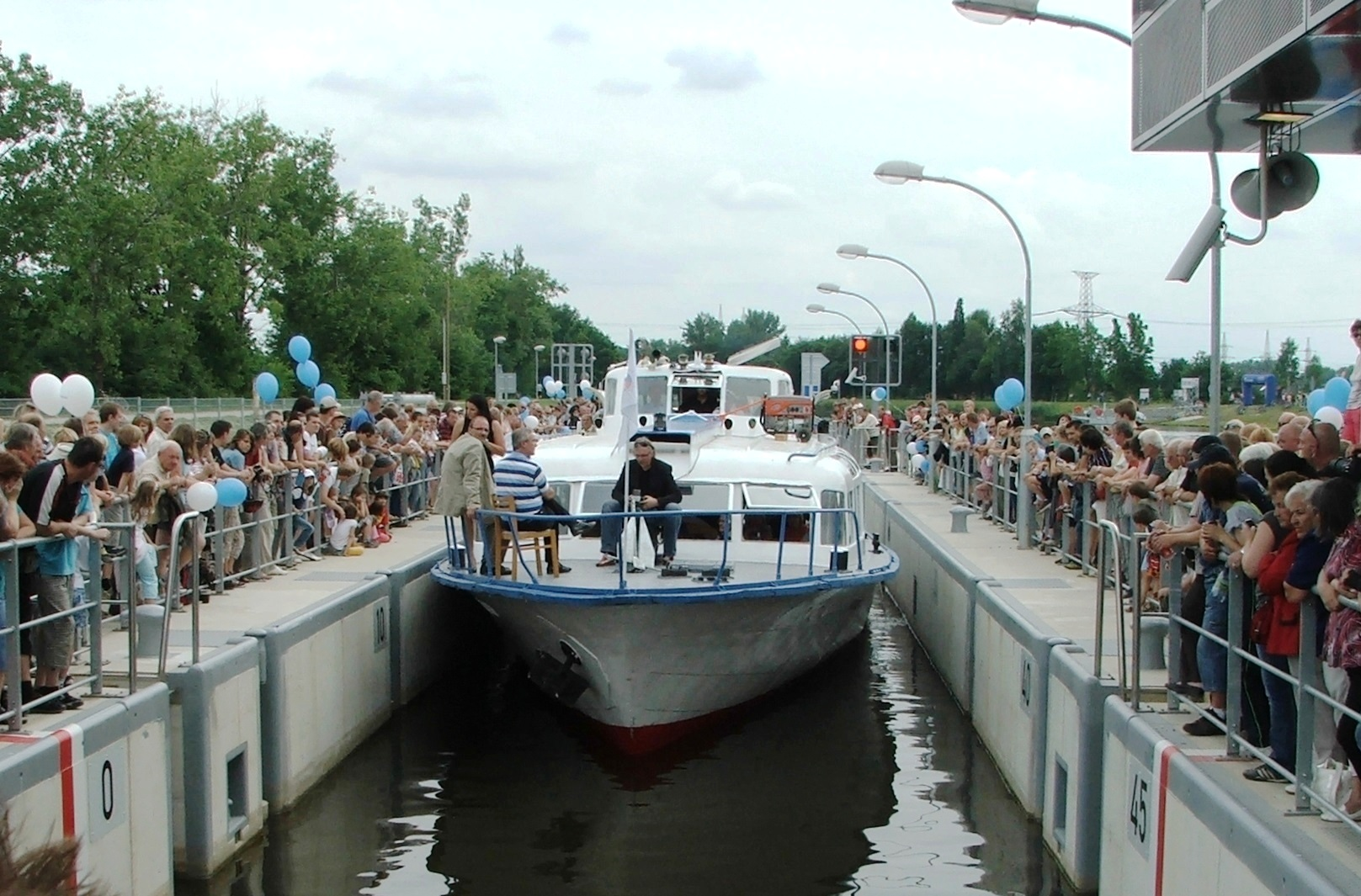
Slavnostní otevření plavební komory České Vrbné na řece Vltavě
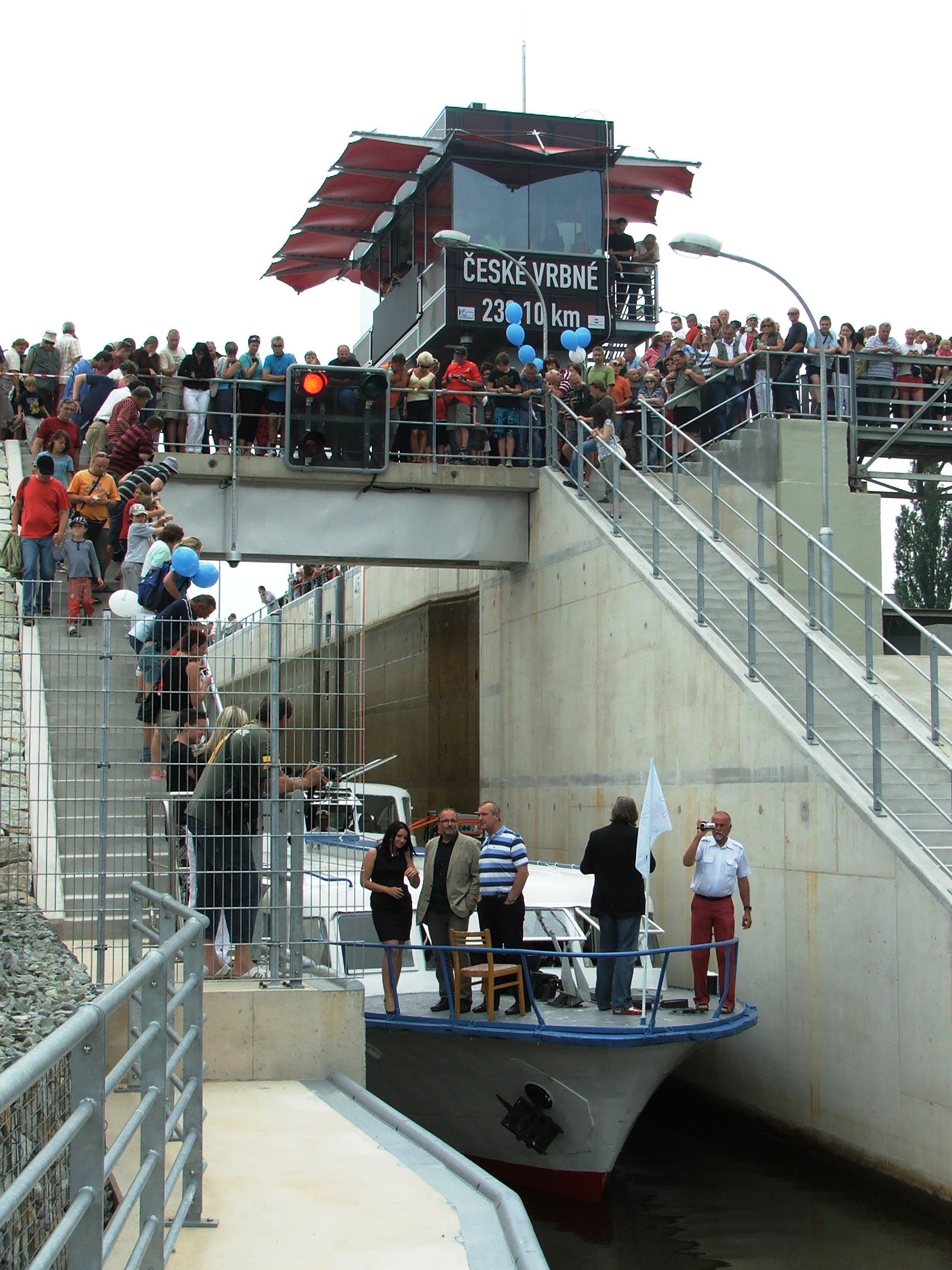
Slavnostní otevření plavební komory České Vrbné na řece Vltavě, pohled z dolní rejdy
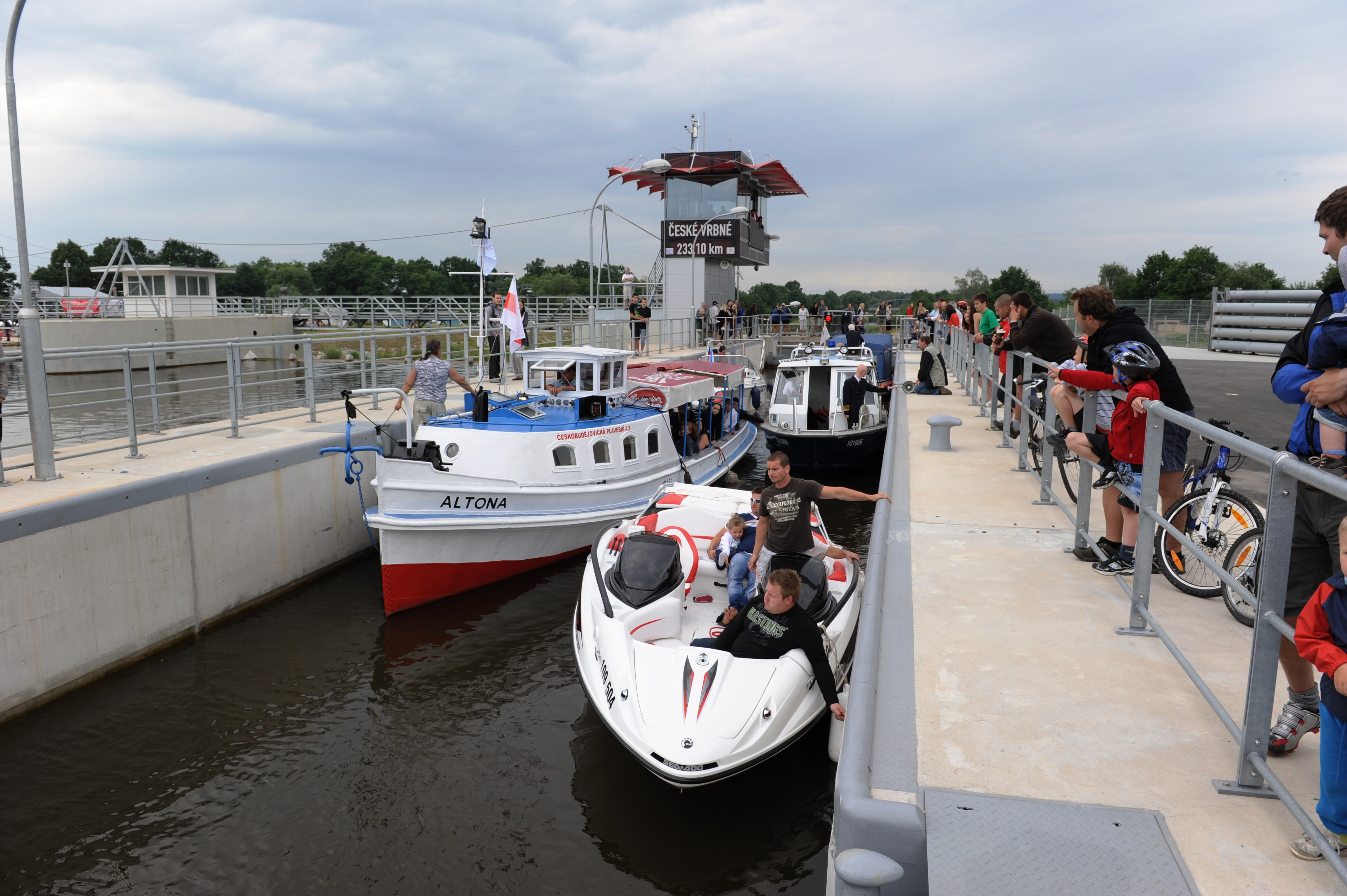
Plavební komora České Vrbné na řece Vltavě
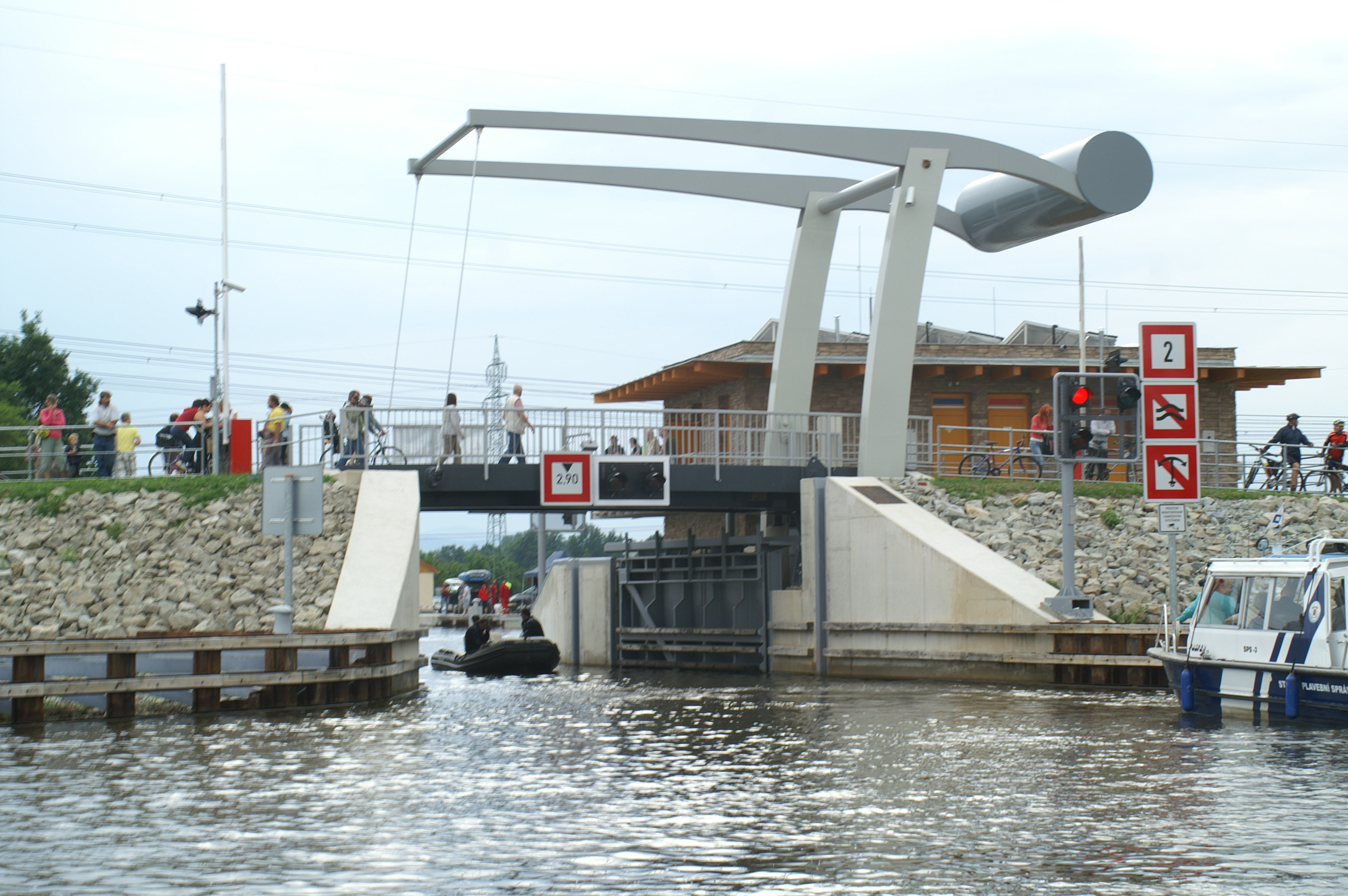
Sklopný silniční most nad vjezdem do přístavu České Vrbné
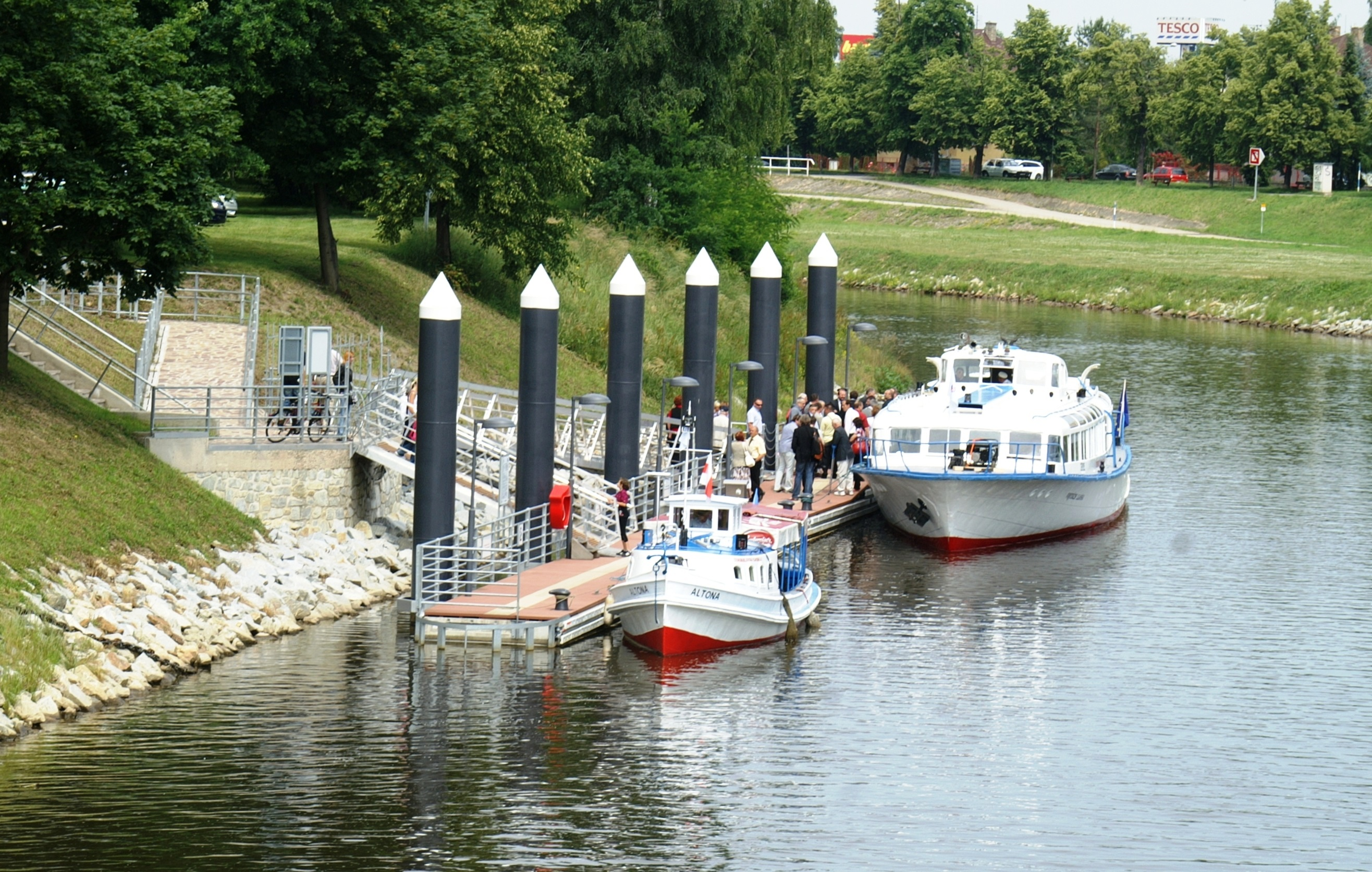
Přístaviště Lannova loděnice na řece Vltavě v Českých Budějovicích
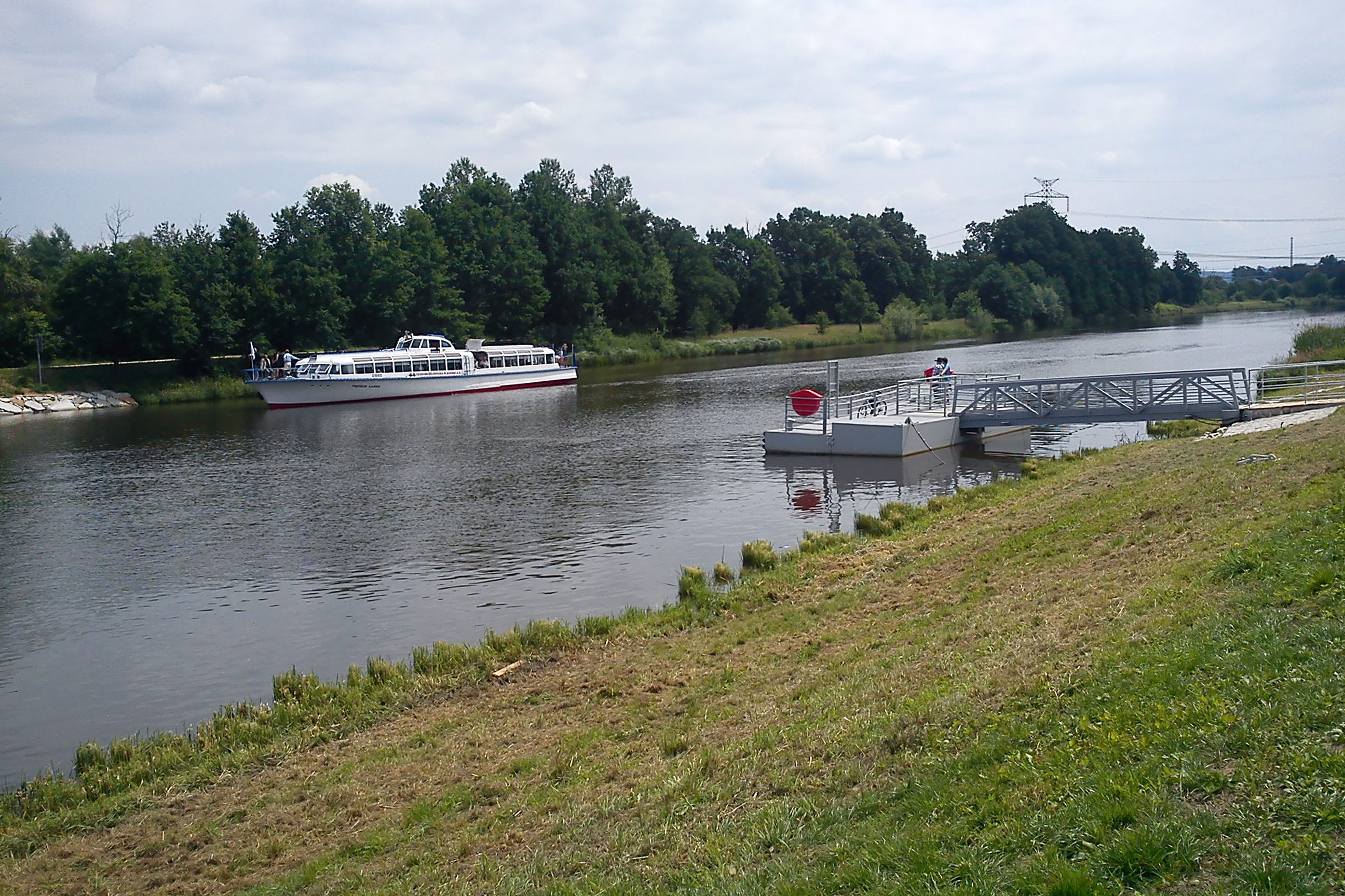
Přístavní molo v Českém Vrbném
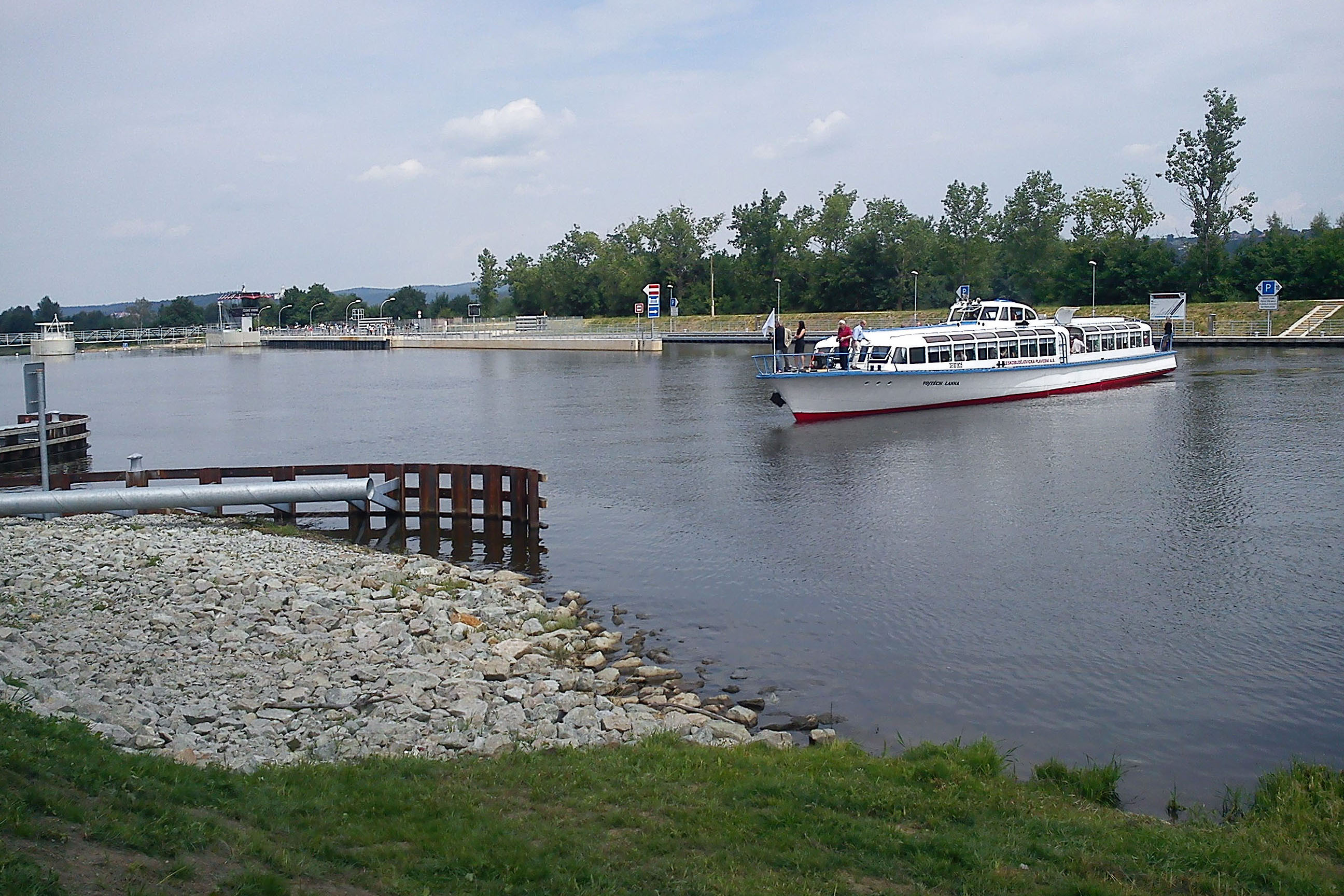
Vojtěch Lanna vplouvá do ochranného přístavu, v pozadí plavební komora a jez České Vrbné
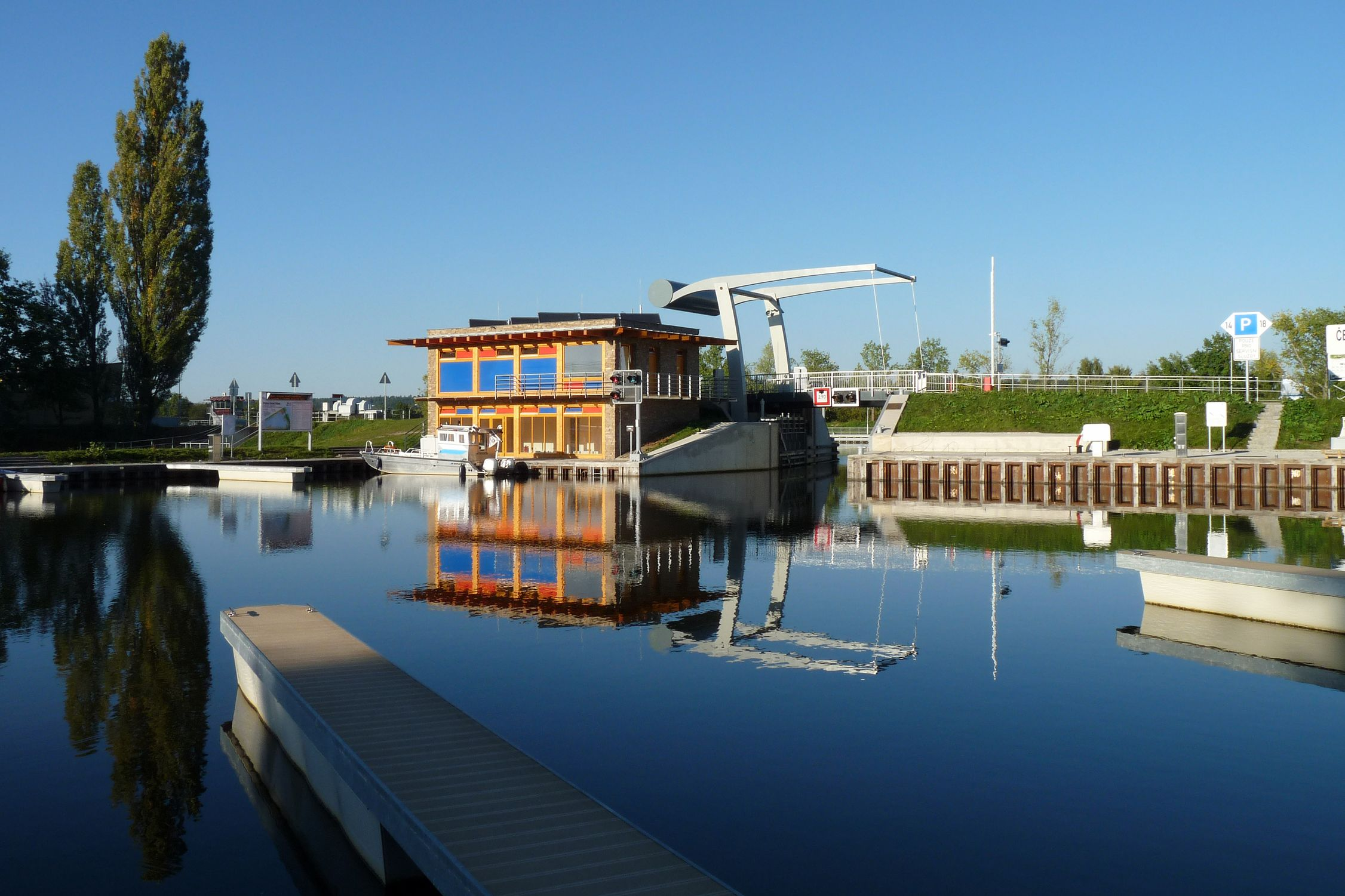
Ochranný přístav České Vrbné, pohled směrem k výjezdu
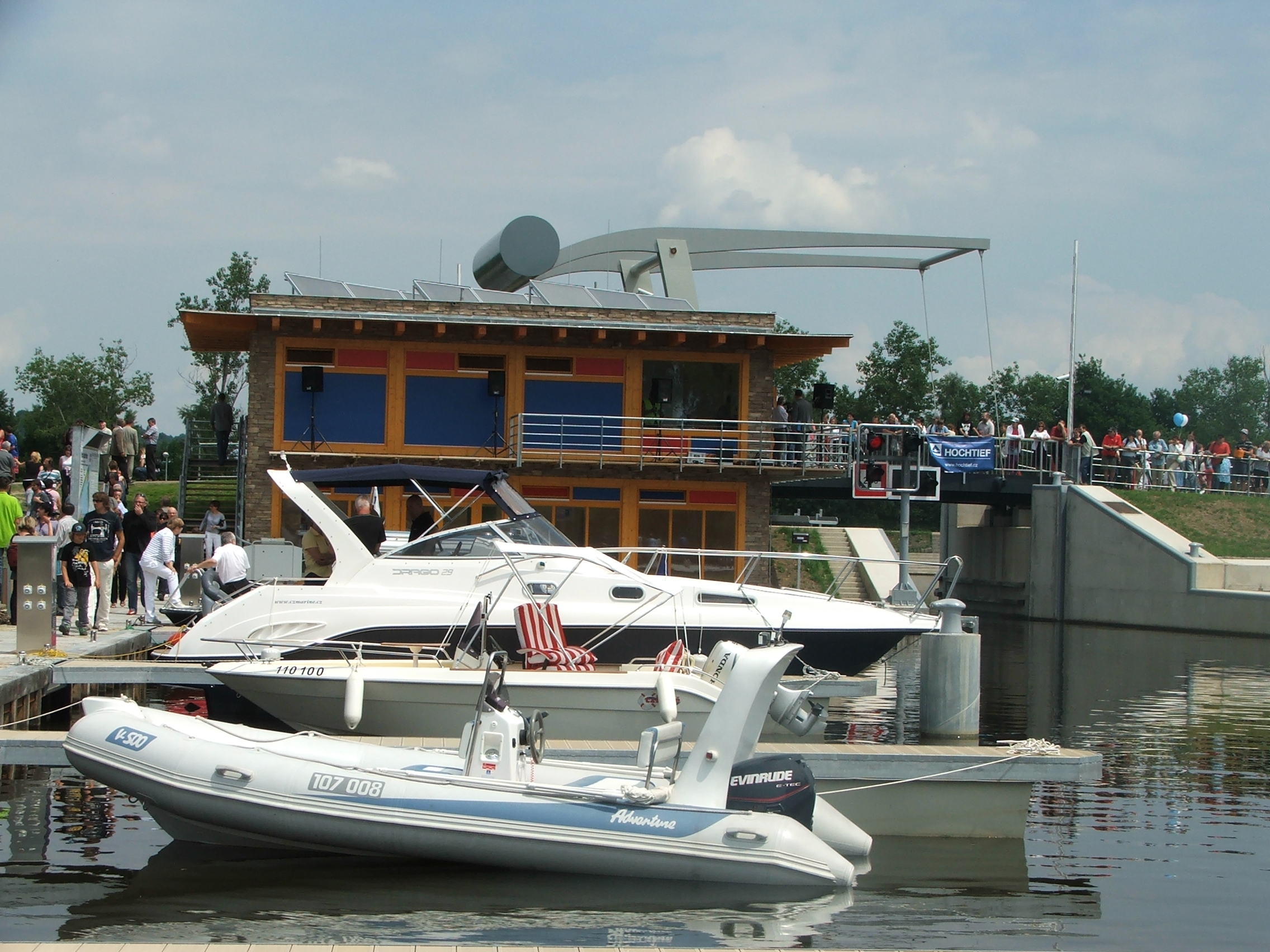
Ochranný přístav České Vrbné, pohled směrem k výjezdu
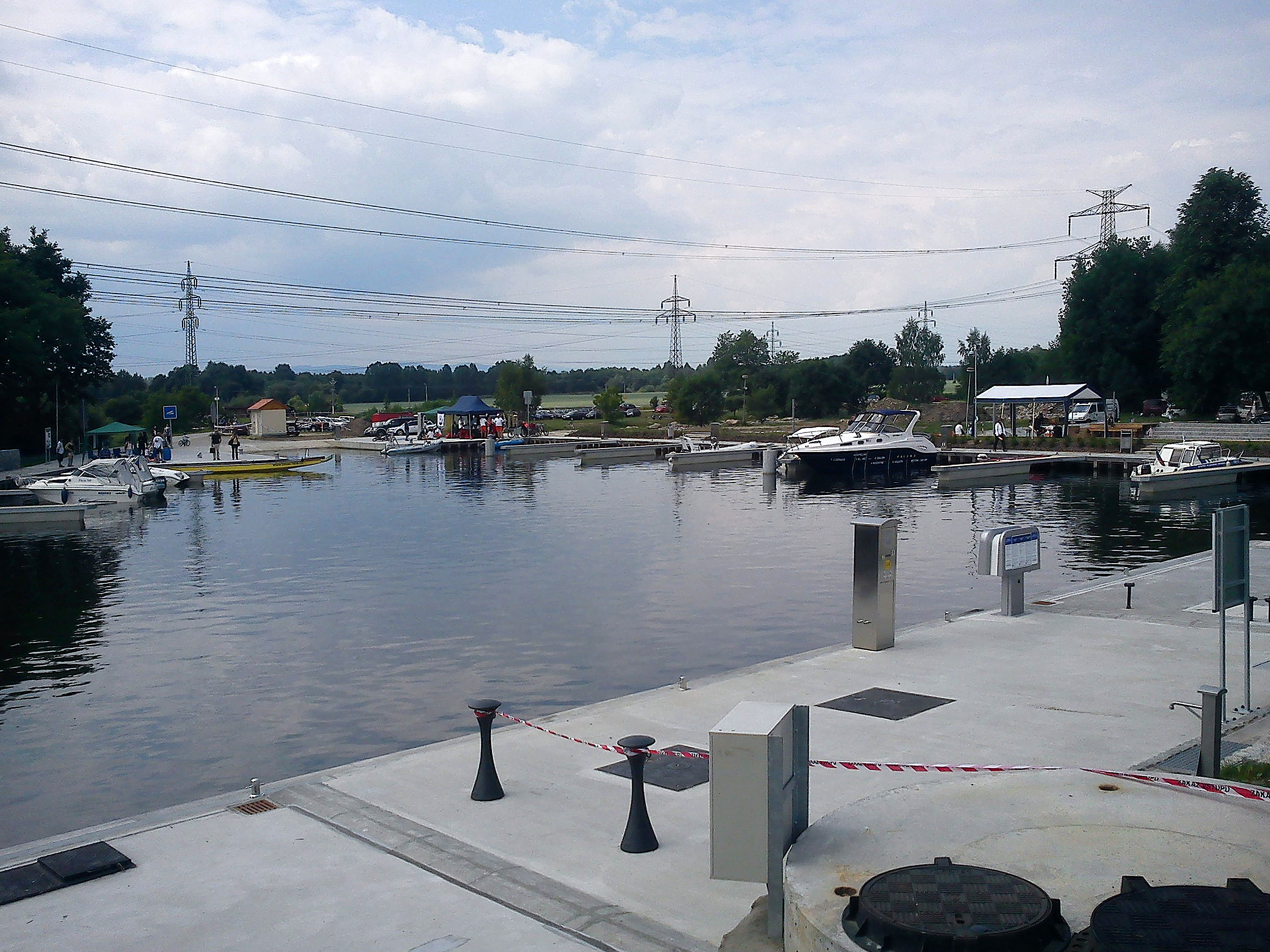
Ochranný přístav České Vrbné, pohled od výjezdu

Parametry vodní cesty a plavební provoz jsou upraveny vyhláškou státní plavební správy 1/2012.

### 2. etapa: Hluboká nad Vltavou – VD Hněvkovice
Realizace v období 2011–2012.
- Výstavba plavební komory Hluboká nad Vltavou o rozměrech 45 × 6 metrů (v místě původní vorové propusti)
- Úprava koncové části zdrže VD Hněvkovice v úseku řkm 227,37–229,05

Foto z výstavby

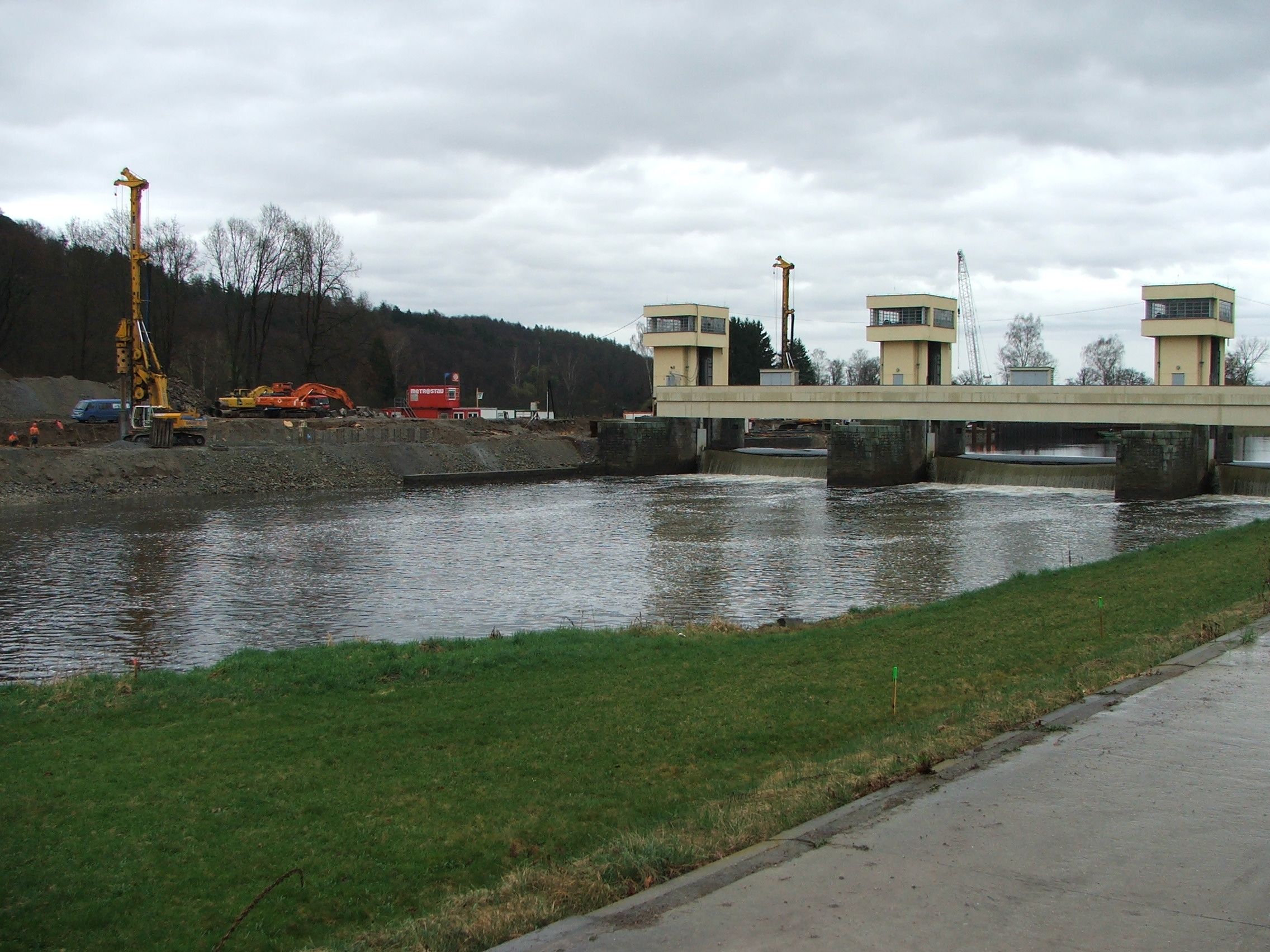
Plavební komora Hluboká nad Vltavou ve výstavbě, pohled z dolní vody
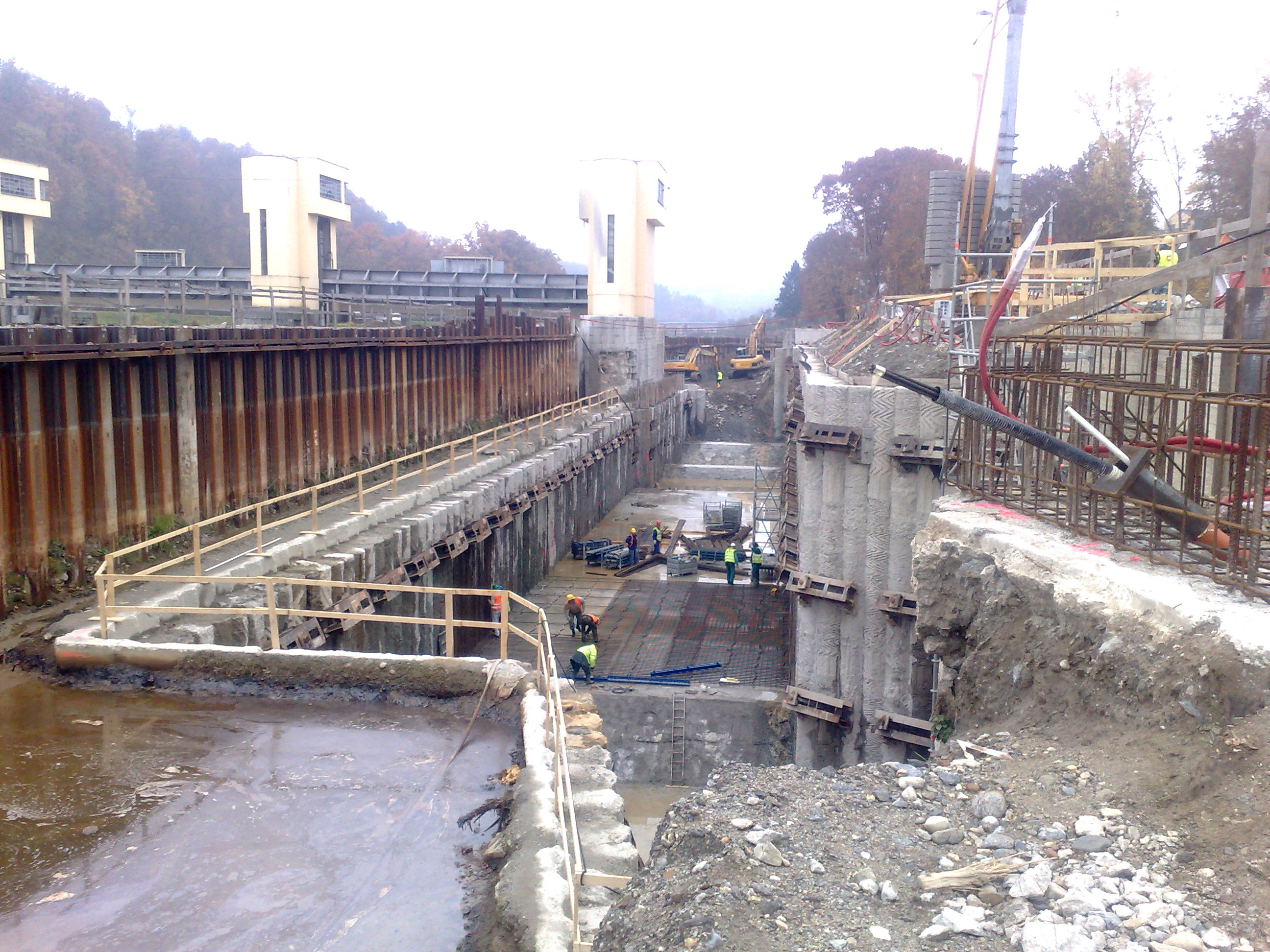
Plavební komora Hluboká nad Vltavou ve výstavbě, pohled z horní vody

Dokončená vodní cesta

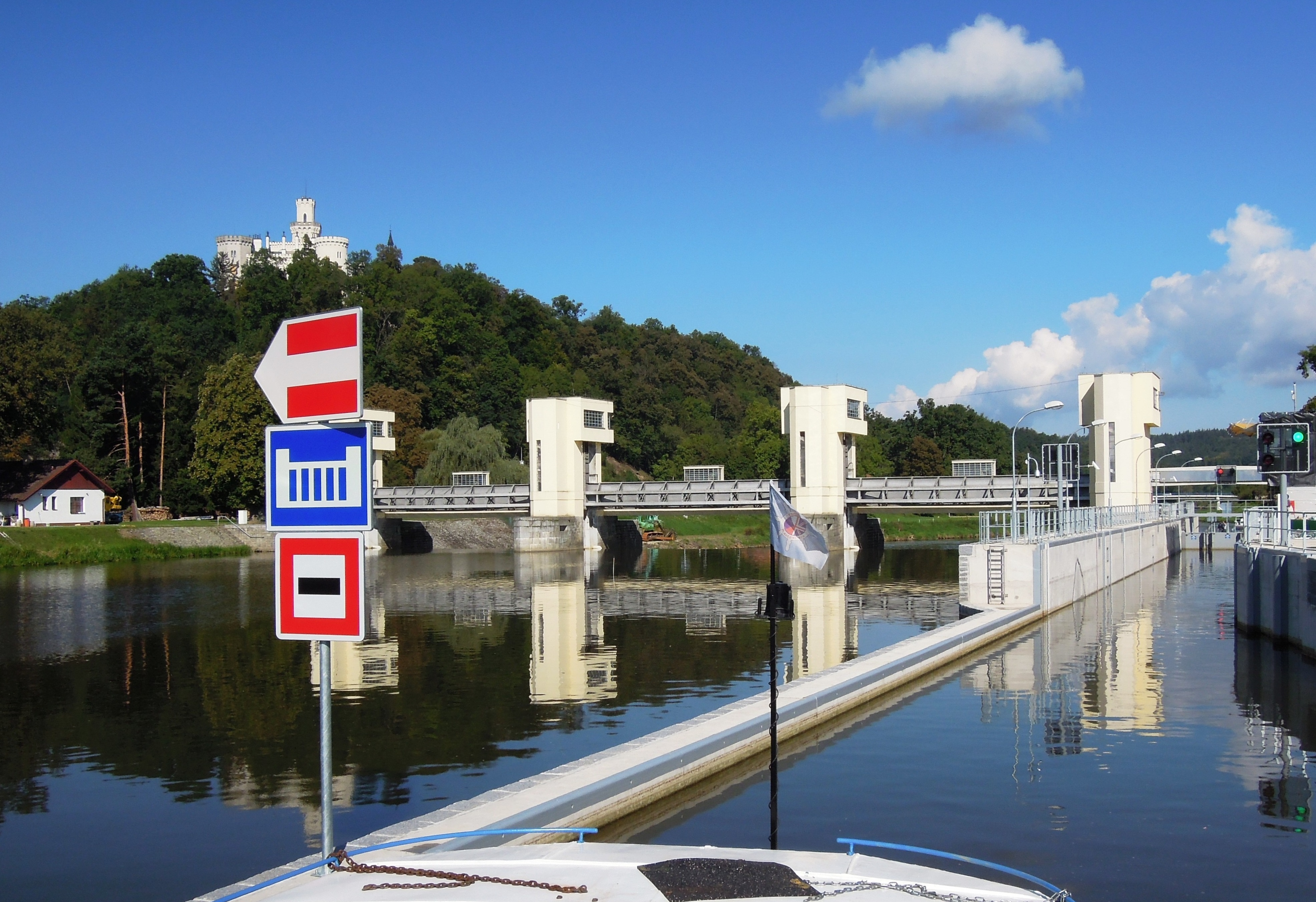
Plavební komora Hluboká nad Vltavou, pohled z horní rejdy
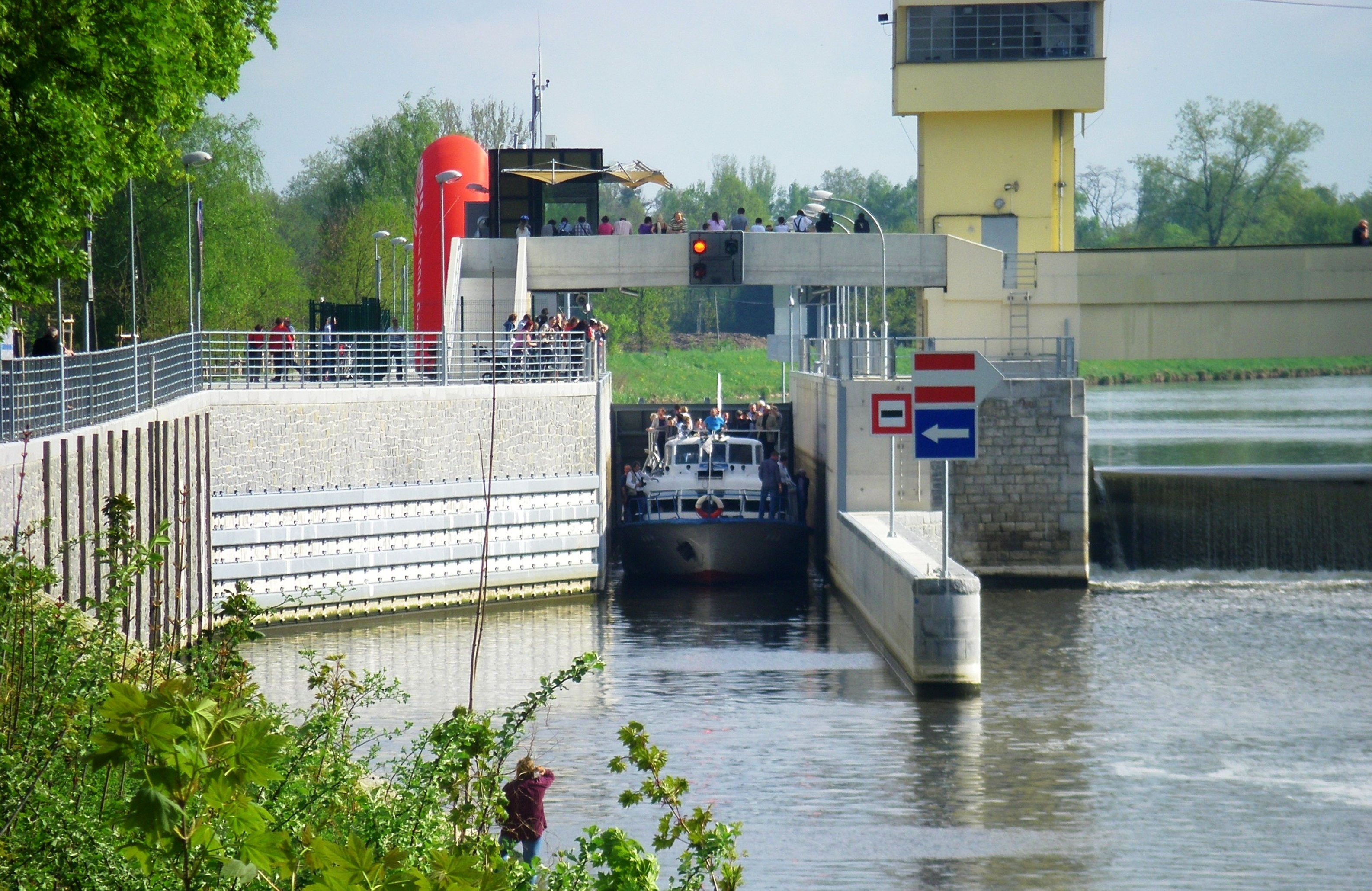
Slavnostní otevření plavební komory Hluboká nad Vltavou, pohled z dolní rejdy
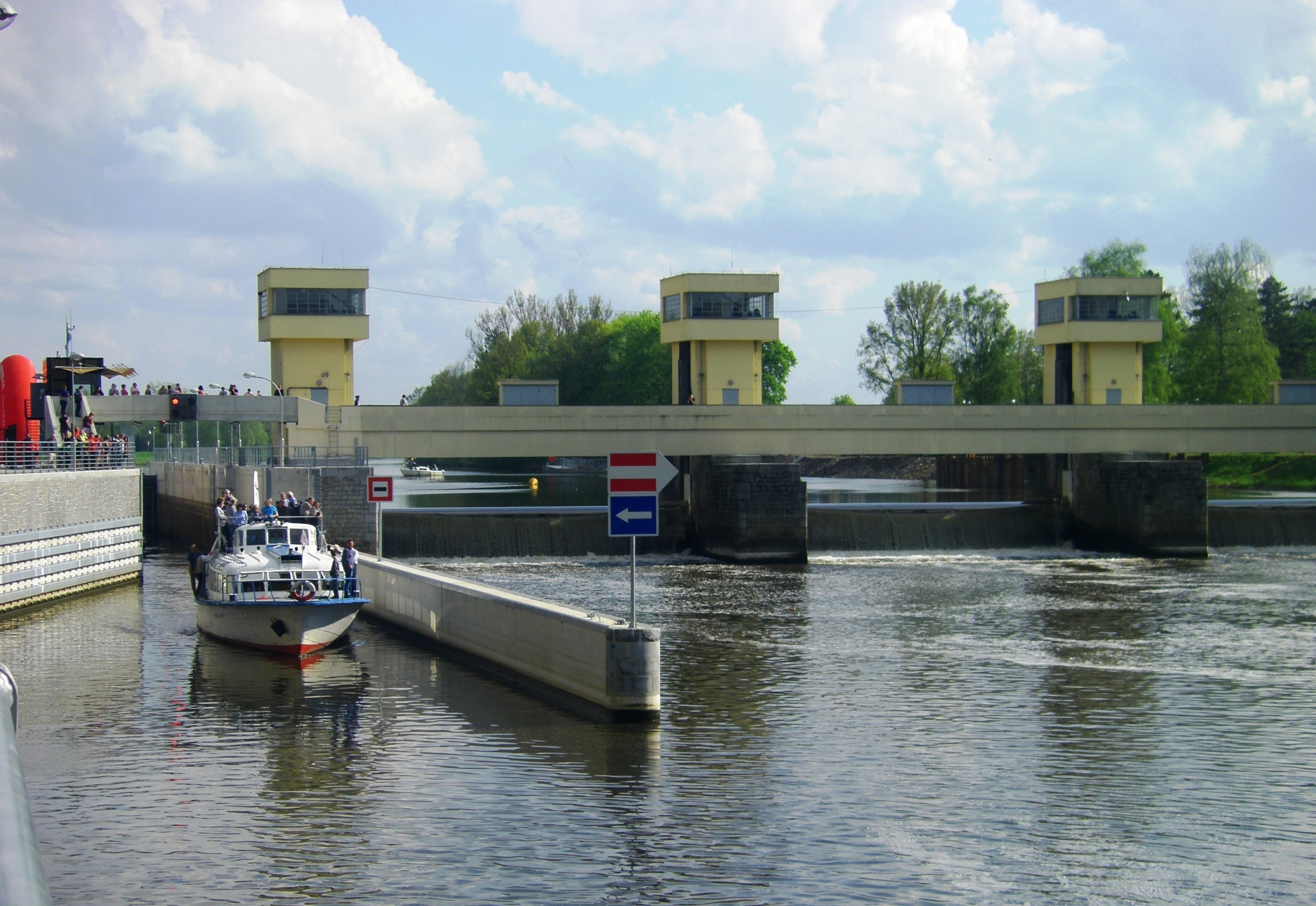
Slavnostní otevření plavební komory Hluboká nad Vltavou, pohled z dolní rejdy
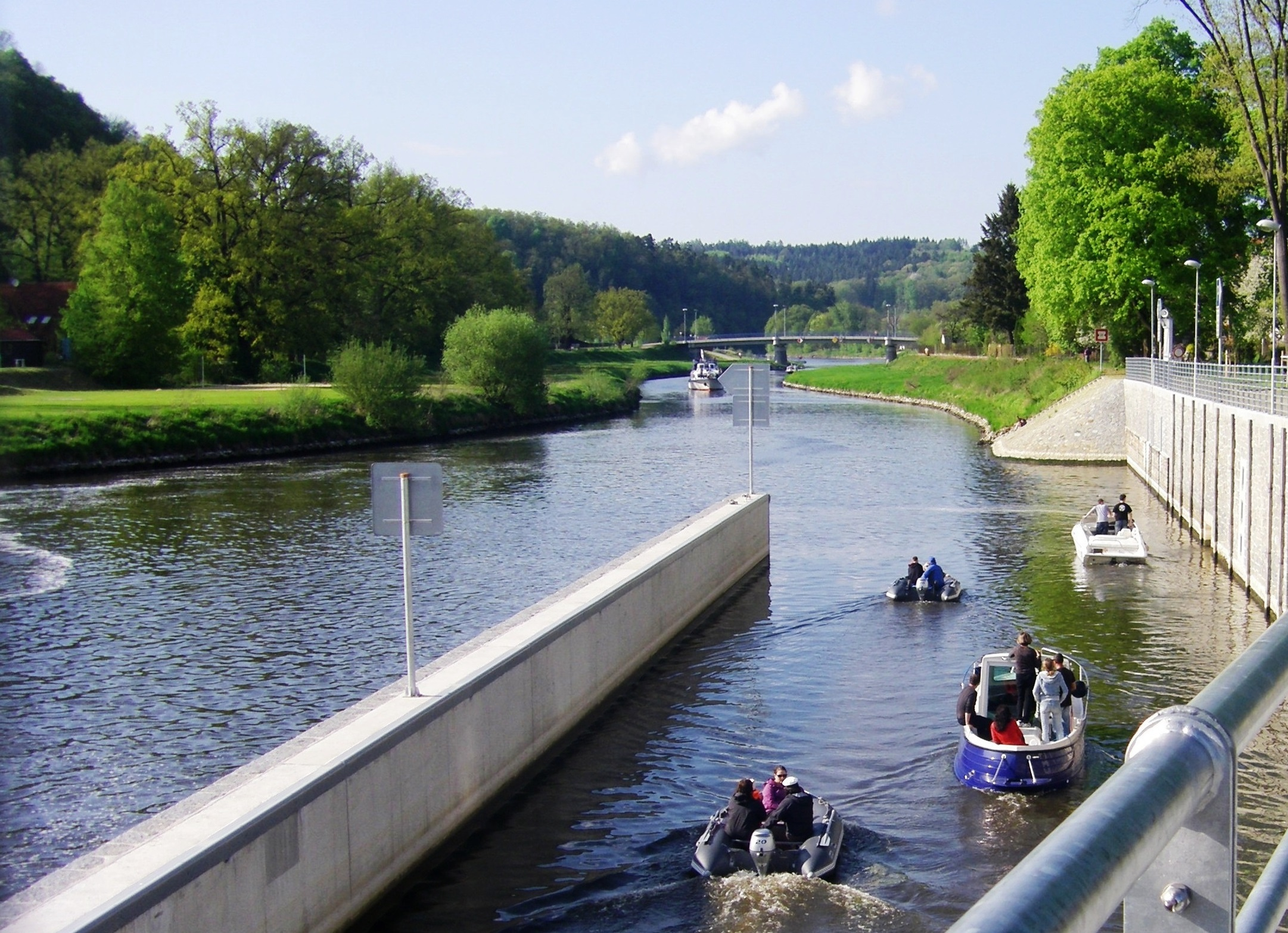
První rekreační plavidla vyplouvají z plavební komory Hluboká nad Vltavou na hladinu Hněvkovické přehrady

### 3. etapa: VD Hněvkovice – Týn nad Vltavou
Realizace začala na podzim 2009, vodní cesta byla dokončena v roce 2017. Slavnostní otevření dokončené plavební komory na jezu Hněvkovice proběhlo 20. května 2017.
- Dostrojení plavební komory VD Hněvkovice
- Úprava řečiště Vltavy v úseku řkm 210,4 (VD Hněvkovice) – řkm 208,9 (jez Hněvkovice)
- Rekonstrukce jezu Hněvkovice
- Výstavba plavební komory na jezu Hněvkovice o rozměrech 45 × 6 metrů
- Úprava řečiště Vltavy v úseku řkm 208,9 (jez Hněvkovice) – řkm 205,0 (silniční most Týn nad Vltavou)

Foto z výstavby 

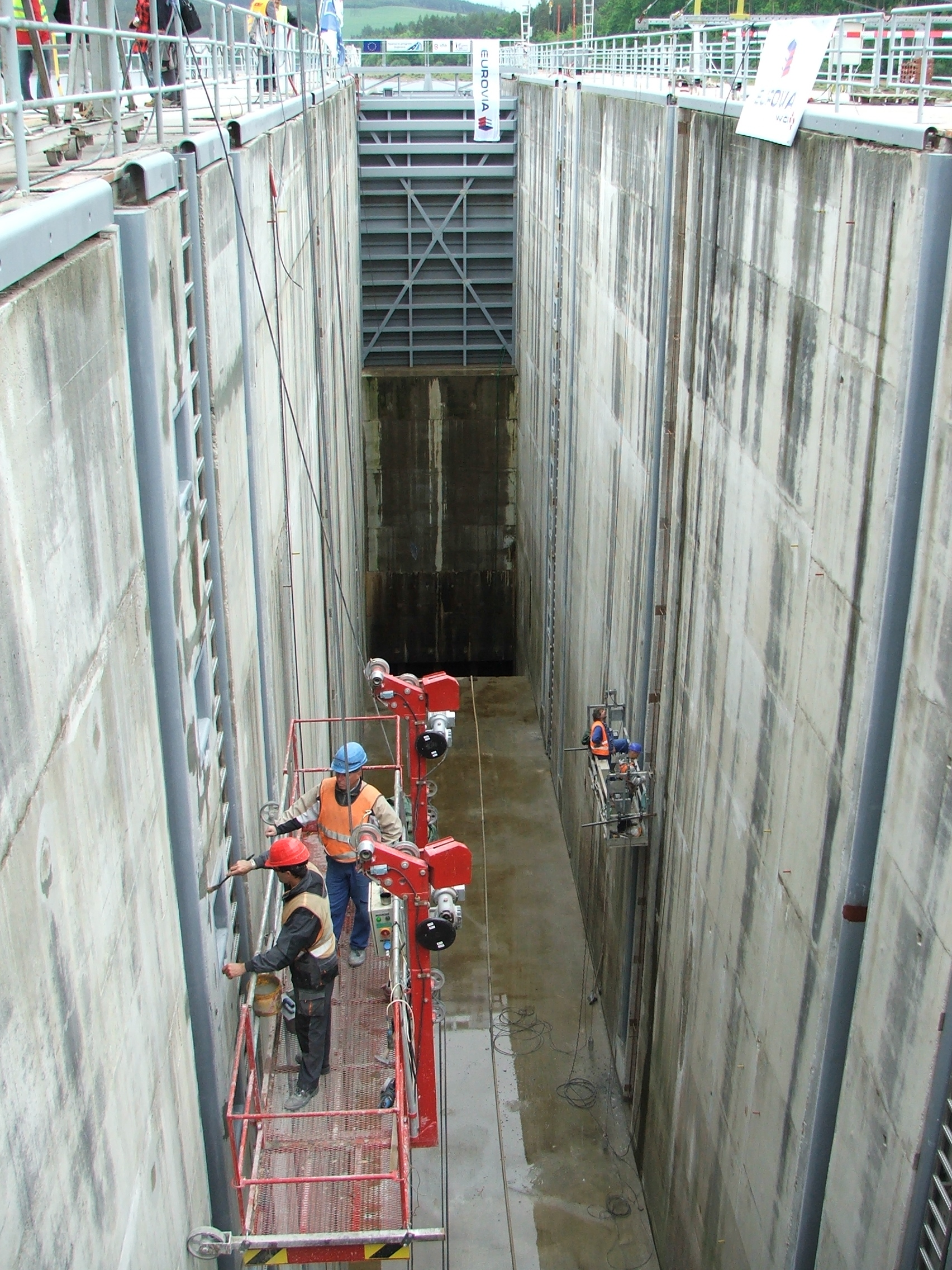
Vystrojování plavební komory na VD Hněvkovice – pohled na horní vrata PK
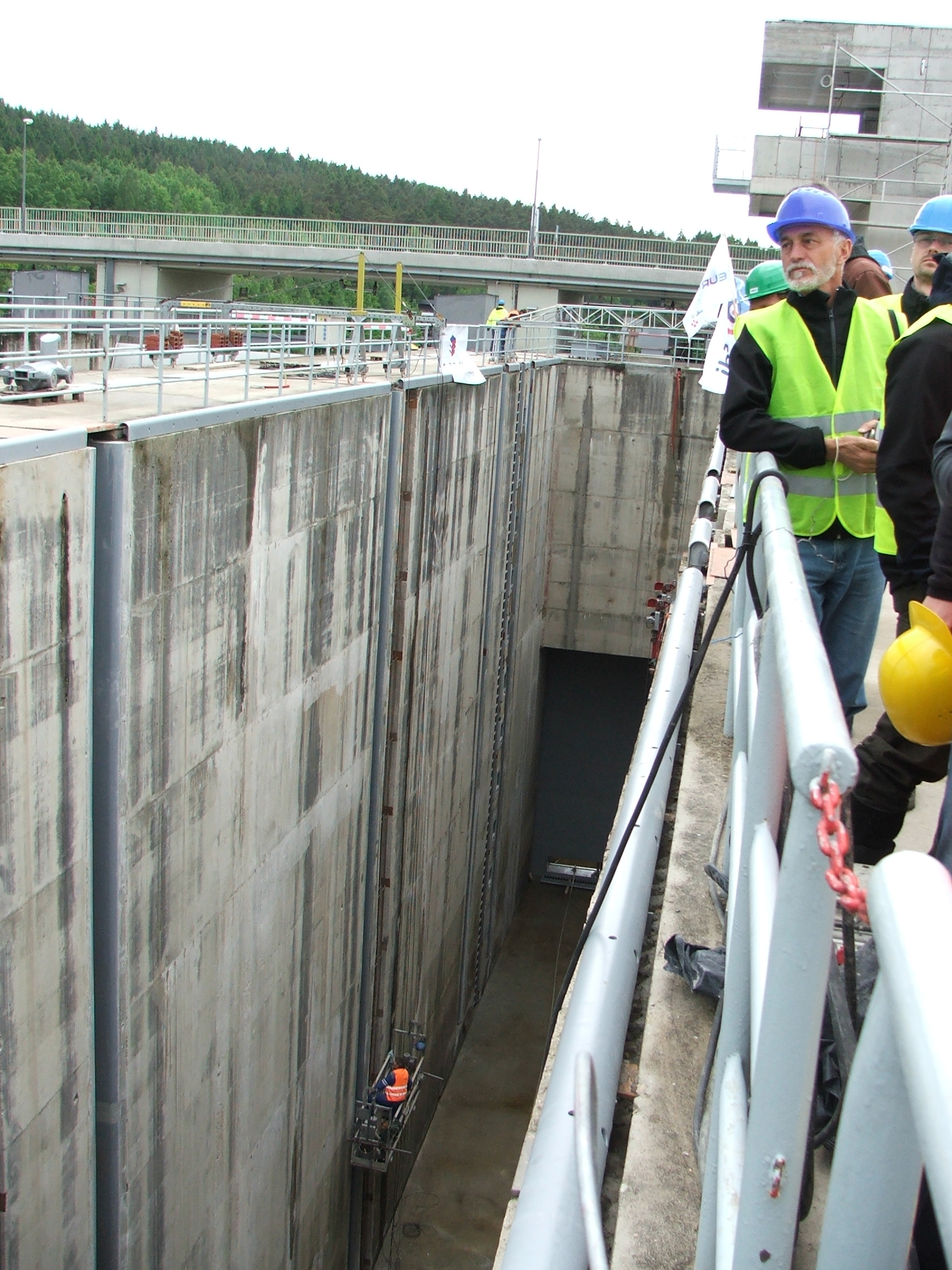
Vystrojování plavební komory na VD Hněvkovice – pohled na dolní vrata a velín PK

Dokončená vodní cesta

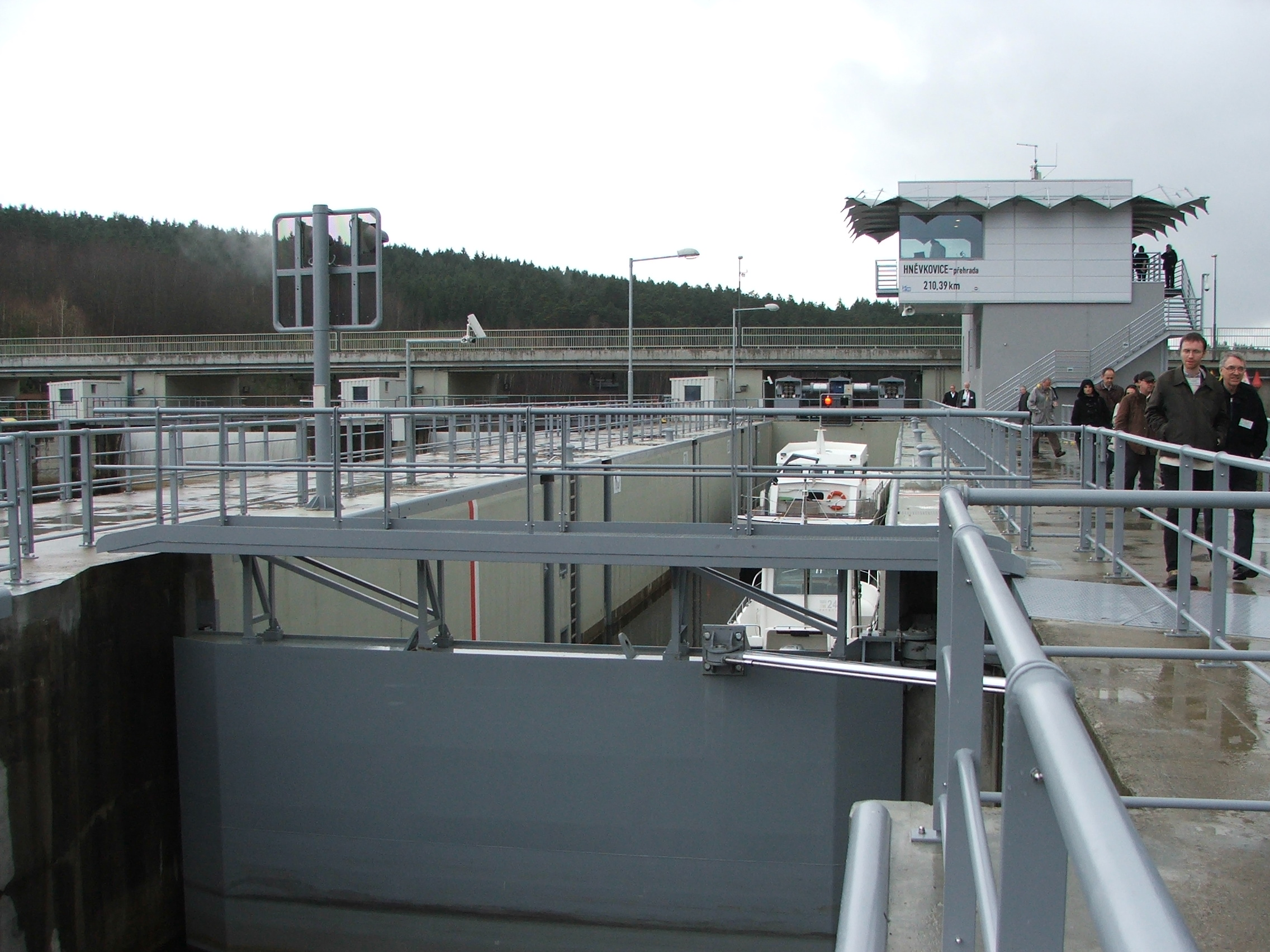
Dokončená plavební komora na VD Hněvkovice – pohled z horní vody
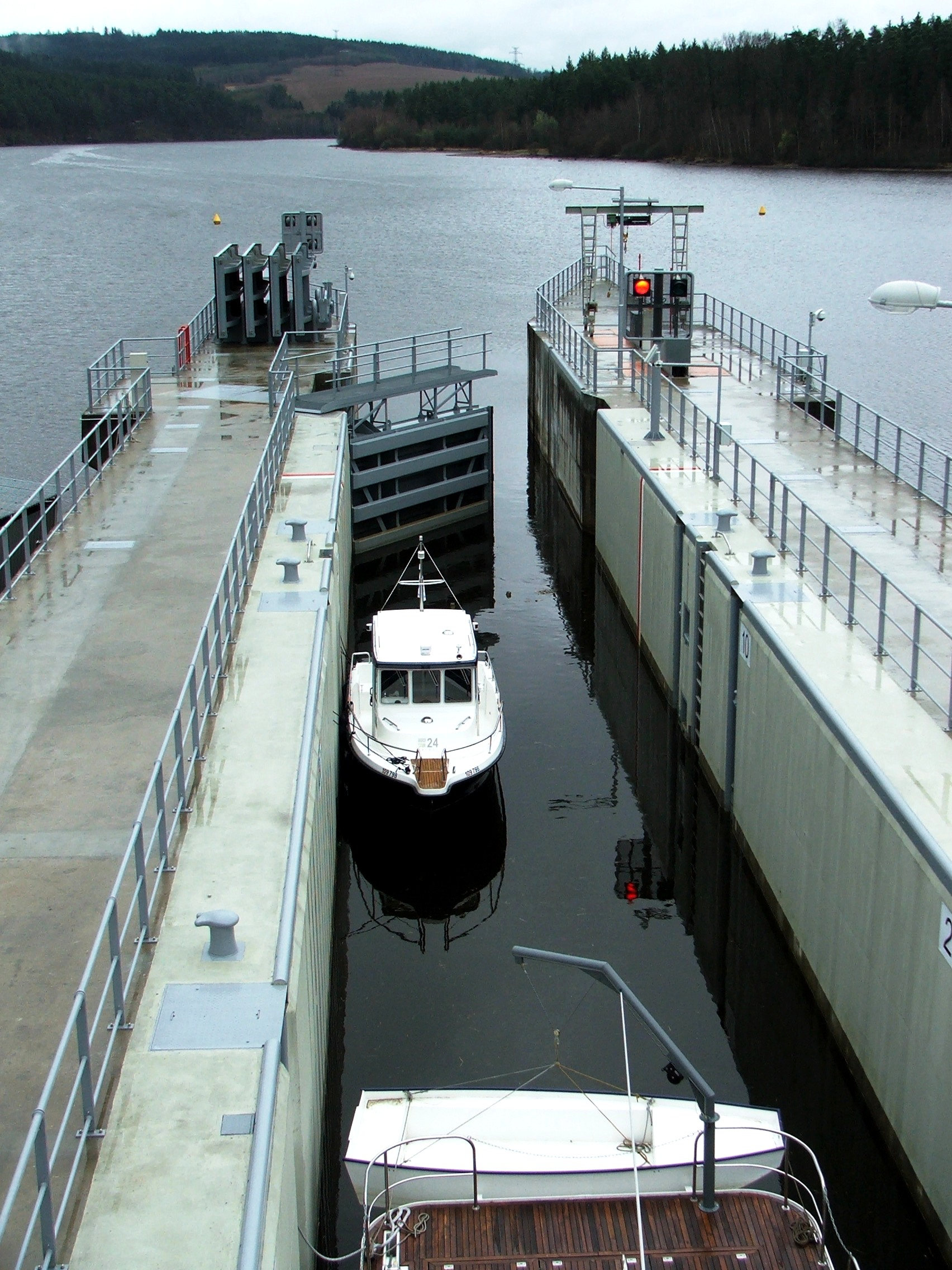
Dokončená plavební komora na VD Hněvkovice – pohled z mostovky na plavební komoru a přehradní hladinu

### Dokončení lodního zdvihadla Orlík
Původní návrh šikmého lodního zdvihadla předpokládal zdvihadlo s nevyváženým přepravním žlabem o rozměrech 33 × 6 metrů, mokrou dolní stanicí a horní stanicí hrazenou šikmým pohyblivým stavidlem, rovnoběžným se šikmou dráhou zdvihadla. Realizovány byly všechny stavební části zdvihadla, tedy horní stanice včetně dráhy stavidlového uzávěru a bezpečnostních vzpěrných vrat, šikmá pojezdová dráha zdvihadla včetně kolejí a ozubnicové dráhy i kompletní dolní stanice zdvihadla. Rozpracován byl horní tabulový uzávěr, mechanismus jeho pohonu a pohonné jednotky žlabu. Jejich dodávka byla ale kvůli úsporným opatřením stornována.
Návrh na dokončení zdvihadla počítá s prodloužením dopravního žlabu z 33 na 45 metrů tak, aby odpovídal plavidlům třídy I., což si vyžádá:
- Přestavbu dolní stanice zdvihadla (prodloužení stavební části a šikmé kolejové dráhy, včetně prohloubení dna stanice cca o 7 metrů)
- Vybudování dopravního žlabu, včetně pohonného mechanismu (žlab není vyvážen protizávažím)
- Vestavěná plavební komora v horním vjezdovém objektu – Kvůli obavám o životnost těsnění šikmého stavidla, uzavírajícího horní stanici zdvihadla, bylo zvoleno nové řešení spočívající v dojezdu dopravního žlabu do nejnižší polohy a vyrovnání kolísající hladiny VD Orlík plavební komorou o rozměrech 45 × 6 metrů, vestavěnou do původního vjezdového objektu zdvihadla.

### Výstavba lodního zdvihadla Slapy
Původní projekt předpokládal výstavbu svislého lodního zdvihadla nebo šachtové plavební komory ve svislé šachtě, vylámané ve skále v pravém břehu nedaleko tělesa vodního díla, zaústěné do původního obtokového tunelu sloužícího během výstavby přehrady pro převedení toku Vltavy. Během druhé poloviny 20. století vzniklo několik originálních návrhů technologie tohoto lodního zdvihadla, z nichž některé byly i patentovány (otočné lodní zdvihadlo se spirální drahou, svislé lodní zdvihadlo s tlačnými řetězy, šachtová plavební komora s prázdněním a plněním pomocí spřažených hydromotorů, svislé zdvihadlo s protizávažím na opačných stranách žlabu). Všechny návrhy předpokládaly stejné uspořádání objektů (svislá šachta zaústěná do obtokového tunelu) a žádný nebyl realizován.
V novodobé historii zvažována výstavba svislého zdvihadla s protizávažím na opačných stranách, šachtová plavební komora s úspornými nádržemi a šikmé lodní zdvihadlo s příčně uloženým žlabem, umístěné na svahu pravého břehu. Jako nejvýhodnější řešení bylo nakonec zvoleno právě ono šikmé zdvihadlo s příčně uloženým žlabem. Hlavní důvody k zamítnutí původně uvažovaných svislých konstrukcí byly obavy o bezpečnost přehradního tělesa po vyrubání rozměrné šachty (60 × 12 metrů) v pravobřežní skále a obava o bezpečnost a psychiku cestujících, vzhledem k předpokládanému převážnému využití pro rekreační plavbu a době proplavovacího cyklu kolem 40 minut, kterou by cestující trávili většinou v podzemních částech zdvihadla.
Konečný návrh tedy počítá s:
- Dobudováním dolní části plavební komory překonávající přehradní těleso a vyrovnávající kolísání hladiny VD SLapy (horní, stávající ohlaví šířky 6 metrů, dolní ohlaví šířky 14 metrů)
- Plavebním kanále s výhybnou mezi dolním ohlavím plavební komory a horní stanicí zdvihadla, částečně vedeným tunelem vyrubaným ve skalním masívu
- Šikmým lodním zdvihadlem s přepravní vanou délky 47 metrů a šířky 6 metrů s horní stanicí na stálé úrovni plavebního kanálu a mokrou dolní stanicí s dojezdem na úroveň aktuální hladiny VD Štěchovice.
- Zavezením obtokového tunelu rubaninou a jeho dotěsnění injektážemi